# Königreich Bayern
Das Königreich Bayern war ein Staat in Mitteleuropa. Es bezeichnete den bayerischen Staat zur Zeit der Herrschaft der bayerischen Könige zwischen 1806 und 1918. Das Königreich hatte seinen Ursprung im bayerisch-französischen Vertrag von Brünn vom 10. Dezember 1805 und in dem am 26. Dezember 1805 beim Frieden von Pressburg zwischen den Bevollmächtigten des französischen Kaisers Napoleon Bonaparte und des römisch-deutschen und österreichischen Kaisers Franz II./I. abgeschlossenen Friedensvertrag, denn Österreich musste nun die Grafschaft Tirol und Vorarlberg an das mit Frankreich verbündete Bayern abtreten. Am 1. Januar 1806 erfolgte in München die Proklamation von Kurfürst Maximilian IV. zu König Maximilian I. Joseph.
Knapp tausend Jahre zuvor hatten die Karolinger nach dem Ende des älteren Stammesherzogtum Bayerns bereits als Könige oder Unterkönige von Bayern regiert, worauf auch 1806 Bezug genommen wurde. Sie siegelten Urkunden aus dieser Zeit als Könige von Bayern oder setzten zur Herrschaftsausübung bisweilen Statthalter (Präfekten) ein. Nach dem Ende der Karolinger war das jüngere Stammesherzogtum Bayern entstanden. Das Staatsgebiet des neuen Königreichs umfasste, nach mehreren Gebietsanpassungen, ab 1815/16 neben dem ehemaligen Kurfürstentum Bayern und zahlreichen weiteren altbayerischen Gebieten (wie die ehemals reichsunmittelbaren Fürstentümer des Hochstifts Passau, des Hochstifts Freising und der Fürstpropstei Berchtesgaden (Berchtesgadener Land), den Rupertiwinkel und die Reichsstadt Regensburg) auch die linksrheinische Pfalz, dazu weite Teile Frankens mit Nürnberg und Würzburg sowie Schwabens mit Augsburg.
Der Wahlspruch des Königreichs Bayern und des Hauses Wittelsbach lautete „In Treue fest“. Das Königreich existierte bis in das Jahr 1918, als sein letzter König Ludwig III. aufgrund der Novemberrevolution am Ende des Ersten Weltkrieges das Land verließ und ins Exil flüchtete. Mit der Errichtung des Freistaates Bayern und zeitweise der Räterepublik Bayern wurde nicht ein neuer Staat in Bayern gegründet, sondern Bayern letztlich als parlamentarische Republik neu organisiert.

## Geschichte

### Gründung und territoriale Expansion

#### Von Kurpfalzbayern bis zur Gründung des Königreichs
Ende des Jahres 1777 erbte der Pfälzer Wittelsbacher Kurfürst Karl Theodor auch das Kurfürstentum Bayern. Somit entstand Kurpfalz-Bayern, weite Gebiete am Rhein wurden nun von München aus regiert. Im Frieden von Lunéville 1801 musste Kurpfalz-Bayern wie andere Staaten des damaligen Heiligen Römischen Reiches zugunsten Frankreichs auf seine linksrheinischen Gebiete verzichten. Damit verlor es die linksrheinischen Teile der Kurpfalz und des Herzogtums Jülich-Berg. Dem Kurfürstentum Bayern wurden jedoch beim Reichsdeputationshauptschluss im Jahre 1803 Teile Frankens und Schwabens zugesprochen; es musste aber den noch verbliebenen rechtsrheinischen Teil der Kurpfalz mit Heidelberg und Mannheim an Baden abgeben. 1805 band sich Bayern durch den Bogenhausener Vertrag an das Frankreich Kaiser Napoleons. Während die neue 30.000 Mann starke bayerische Armee am 2. Dezember 1805 österreichische Truppen bei Iglau festhielt, gewann Napoleon die Dreikaiserschlacht von Austerlitz. Die Verträge von Brünn und der Friede von Preßburg brachten Bayern großen Landgewinn, unter anderem ganz Tirol und Vorarlberg, die österreichisch-schwäbische Markgrafschaft Burgau, die Reichsstadt Augsburg und das Gebiet um Lindau. Ansbach, Eichstätt und das Passauer Ilzland wurden ebenfalls Teil des neuen Bayern. Der damit verbundene Machtzuwachs war einer der Gründe für die Ausrufung Bayerns zum Königreich.

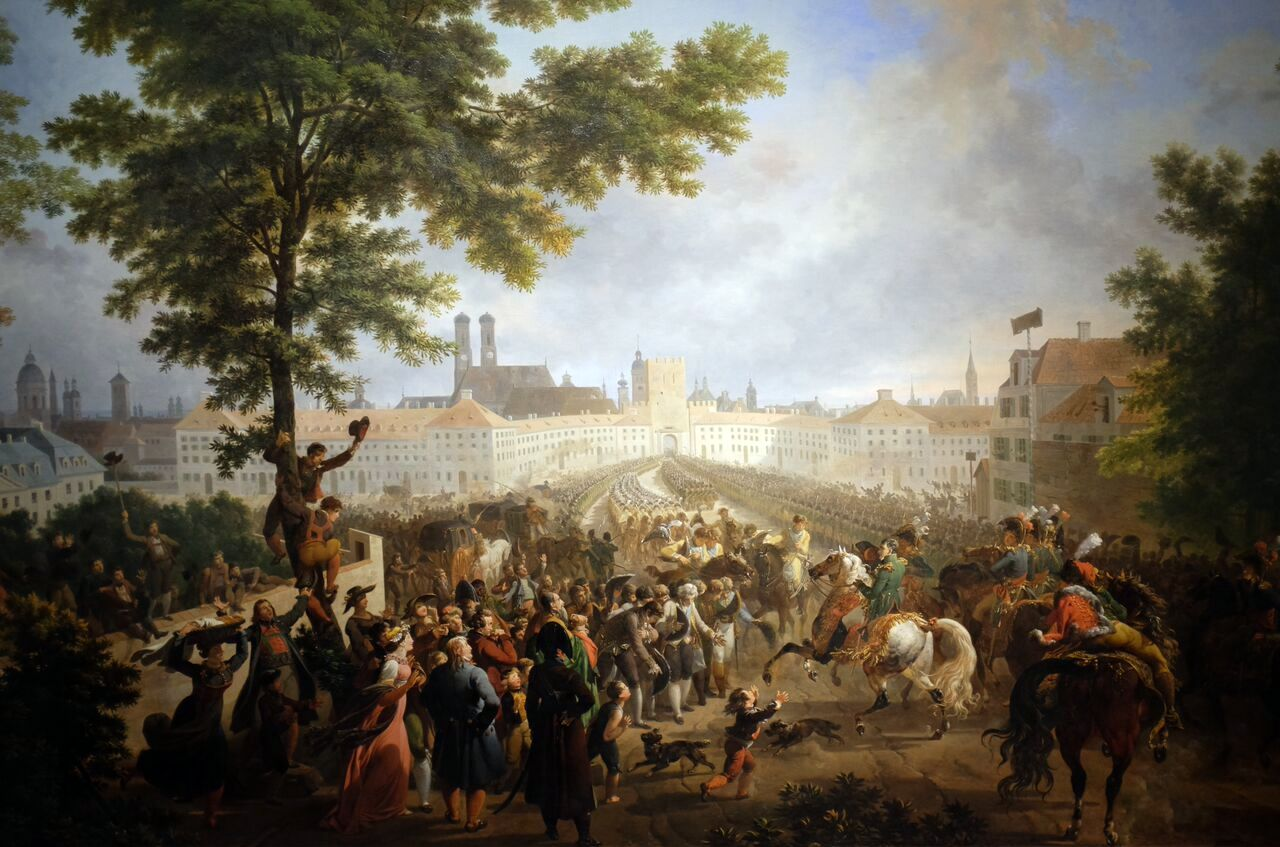
Ankunft Napoleons in München am 24. Oktober 1805 von Nicolas-Antoine Taunay

Im Frieden von Preßburg, der am 26. Dezember 1805 zwischen Frankreich und dem deutschen Kaiser Franz II. geschlossen wurde, wurde das mit Napoleon verbündete Bayern zum Königreich proklamiert. Kurfürst Maximilian IV. Joseph von Bayern – seit 1799 Herrscher über Kurbayern – nahm am 1. Januar 1806 offiziell den Titel „König Maximilian I. von Bayern“ an. Maximilian Joseph hatte 1795 das Herzogtum Pfalz-Zweibrücken geerbt, das jedoch bereits von der französischen Revolutionsarmee besetzt war. 1799 war er Kurfürst von Bayern geworden, als Nachfolger des ohne eheliche Nachkommen verstorbenen Kurfürsten Karl Theodor. Im Druck des Regierungsblattes stand anlässlich der Königsproklamation, dass sich „der baierische Staat zu seiner ursprünglichen Würde emporgehoben“ habe, ein Verweis auf die Zeit der Karolinger.

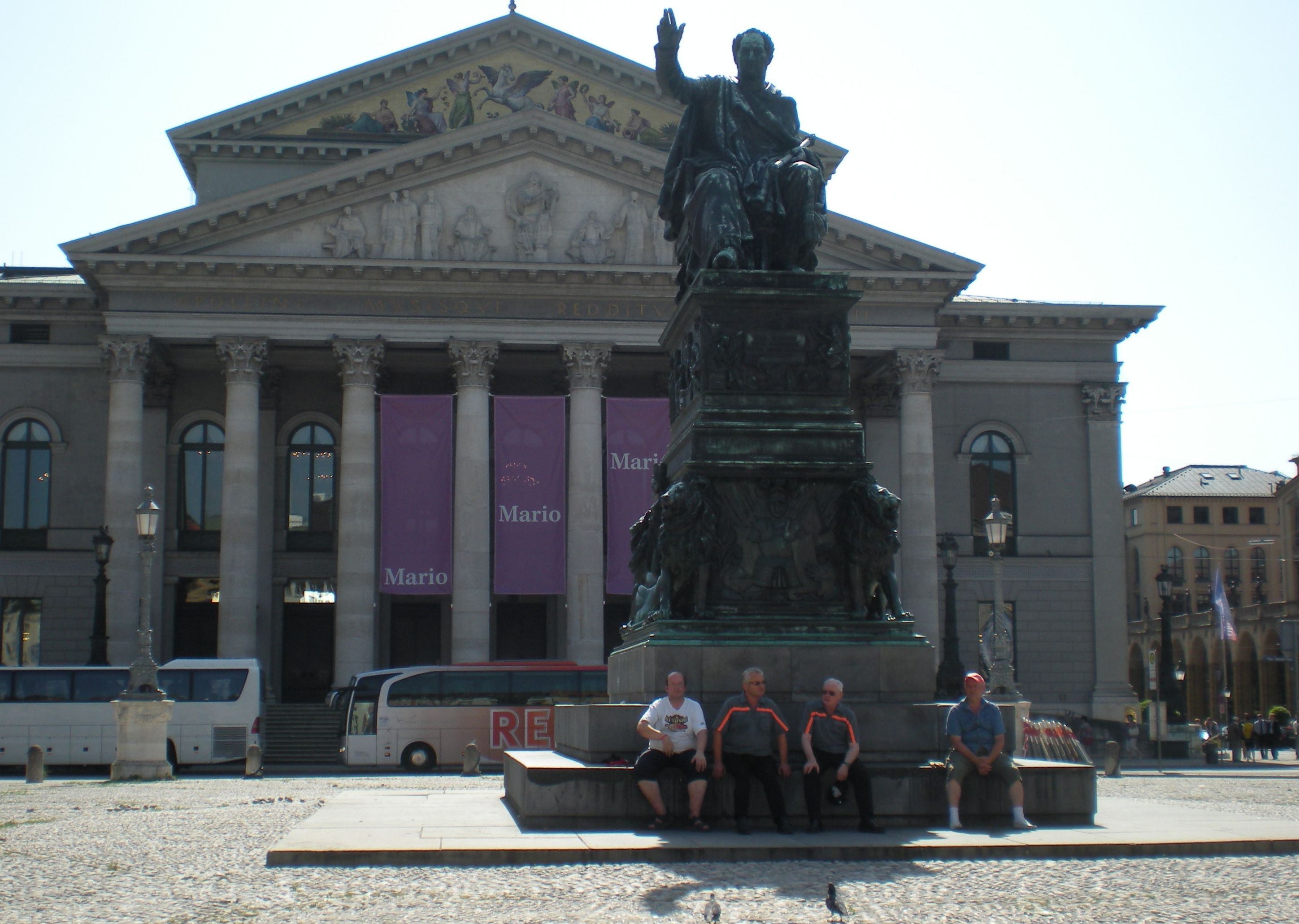
Nationaltheater mit Max-Joseph-Denkmal

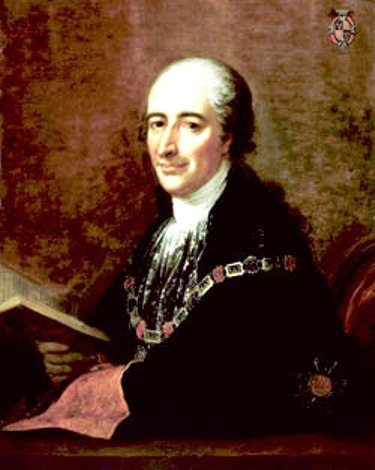
Maximilian von Montgelas (1806)

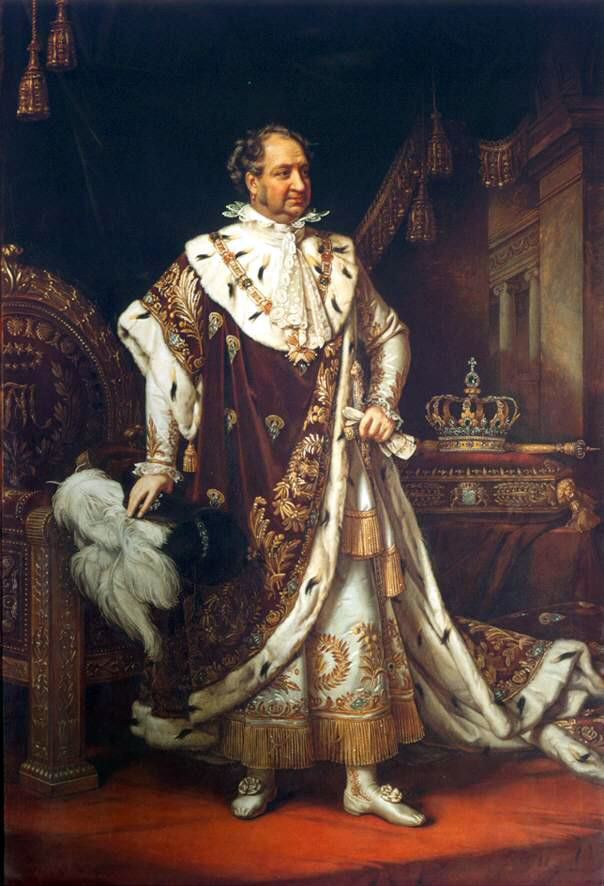
Maximilian I. von Bayern im Krönungsornat (Gemälde von Joseph Karl Stieler, ca. 1820)

Im März 1806 trat das Königreich Bayern das rechtsrheinische Herzogtum Berg mit seiner Residenzstadt Düsseldorf im Tausch gegen das Fürstentum Ansbach an Napoleon ab. Damit waren alle rheinischen Gebiete der Wittelsbacher gegen näher an Bayern gelegenen Herrschaften eingetauscht worden. Der formelle Austritt Bayerns aus dem Reichsverband unter Verzicht auf die Kurwürde erfolgte dann im Juli 1806 mit der Rheinbundakte. Bayern wurde zum führenden Mitglied des Rheinbundes als Verbündeter Frankreichs.

#### Bündnis mit Frankreich und Konsolidierung nach dem Wiener Kongress
Die Zwangsaushebung von Rekruten für die bayerische Armee führte zum Aufstand der Tiroler unter Andreas Hofer, der am 9. April 1809 in der Tiroler Hauptstadt Innsbruck begann und am 1. November 1809 mit der Niederlage der Tiroler am Bergisel endete. Der Pariser Vertrag vom 28. Februar 1810 zwischen Frankreich und Bayern führte zu Gebietsarrondierungen. Bayern erhielt das Markgraftum Bayreuth, das Fürstentum Regensburg, das Innviertel, das halbe Hausruckviertel sowie den Rupertiwinkel (bis 1803 Erzstift Salzburg) und das Berchtesgadener Land (bis 1803 Kernland der Fürstpropstei Berchtesgaden) als Territorien hinzu. Im Gegenzug mussten das südliche Tirol und einige schwäbische Gebiete abgegeben werden. Durch den Grenzvertrag zwischen Bayern und Württemberg vom 18. Mai 1810 und die jeweiligen Gebietsabtretungen wurde die heute noch bestehende Grenze geschaffen.

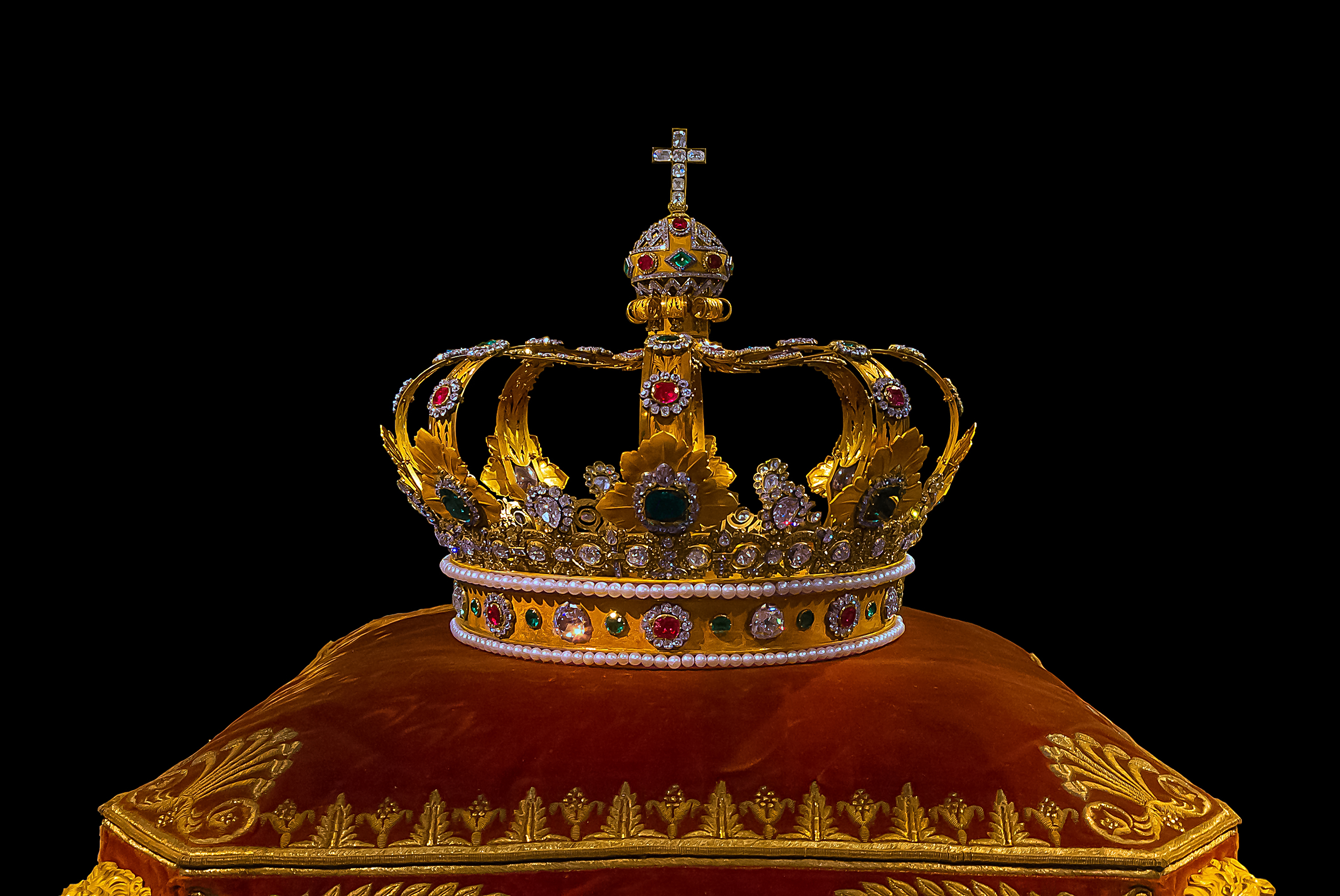
Krone des Königreichs Bayern (Schatzkammer der Münchner Residenz, 2013)

König Maximilians Minister Maximilian Graf von Montgelas gilt dabei als Schöpfer des modernen bayerischen Staates. Am 1. Mai 1808 wurde die Bayerische Konstitution erlassen, die Freiheits- und Gleichheitsrechte gewährte und den König als Staatsorgan definierte. Der König musste die Verfassung beeiden und war dieser damit unterworfen. Gleichzeitig beseitigte die Verfassung alle Relikte der Leibeigenschaft, die das alte Reich hinterlassen hatte. Durch die Religionsedikte vom 10. Januar 1803 und vom 14. Juni 1809 wurden alle drei christlichen Bekenntnisse gleichberechtigt – Katholiken, Reformierte und Lutheraner.
1807 wurden die ständischen Steuerprivilegien abgeschafft. 1805 wurden alle erblichen und käuflichen Ämter durch die große Dienstespragmatik abgeschafft. Das Münchner Regulativ von 1805 und das Judenedikt von 1813 gewährten den Israeliten im neuen Bayern erste Freiheiten.
Am 27. August 1807 führte Bayern als erstes Land der Welt eine Pockenimpfung ein. 1812 wurde die bayerische Gendarmerie gegründet. Durch ein neues Strafgesetzbuch, das Anselm von Feuerbach entworfen hatte, wurde 1813 die Folter abgeschafft.
Ab Juni 1812 starben 30.000 bayerische Soldaten bei Napoleons Feldzug gegen Russland. Der Russlandfeldzug kostete Bayern damit fast sein gesamtes entsandtes Heer und verstärkte nun nicht nur bei Montgelas die Neigung zur Loslösung Bayerns von Frankreich. Wegen der von Montgelas und Max Joseph immer sorgfältig beachteten Volksstimmung befürchtete man Unruhen vor allem in Tirol, Vorarlberg und Franken. Allerdings konnte man durch die allgemeine Wehrpflicht das Heer schnell wieder neu aufbauen. Bereits 1813 bedrohten voranrückende russische Truppen jedoch das Hofer Land im Nordosten des Königreichs. Max I. Joseph gab daraufhin am 8. Oktober 1813 – noch 10 Tage vor der Völkerschlacht bei Leipzig – durch den geheimen Vertrag von Ried die Kooperation mit Napoleon auf und verbündete sich im Sechsten Koalitionskrieg mit Österreich.
Als Ergebnis des Wiener Kongresses 1814/15 musste Bayern zunächst seine Zugewinne Tirol und Vorarlberg sowie das wiedergewonnene Innviertel großenteils wieder zugunsten der Habsburgermonarchie aufgeben. Es bekam aber zum Ausgleich linksrheinische Teile der Pfalz sowie fränkische Gebiete um Würzburg und Aschaffenburg zurück. Das bis dahin hessische Alzenau mit Umland, das von Wien regierte Hammelburg sowie Bad Brückenau, Miltenberg, Amorbach und das bis dahin böhmische Marktredwitz wurden wieder an Franken angegliedert. Die neuen Grenzen wurden letztendlich durch den am 14. April 1816 unterzeichnete Vertrag von München festgelegt, als das Königreich Bayern zugunsten des Kaisertums Österreich auch Salzburg aufgab und dafür weitere fränkische Gebiete erwarb und große Teile der linksrheinischen Pfalz, darunter Pfalz-Zweibrücken, zurückerhielt. Der badisch-bayerische Grenzstreit über die rechtsrheinische Pfalz mit den alten Wittelsbacher Residenzen Mannheim, Schwetzingen und Heidelberg wurde dann 1818 auf dem Aachener Kongress zugunsten Badens entschieden.
Zwar hatte sich das Gebiet Bayerns nun annähernd verdoppelt; berücksichtigt man jedoch auch den früheren Herrschaftsbereich der Wittelsbacher am Rhein, so fällt der Zugewinn bescheidener aus als für andere deutsche Staaten: Das Territorium war von 61.000 (vor 1803) auf 76.000 Quadratkilometer (1816) angewachsen. Die Bevölkerung Bayerns wuchs dagegen seit 1799 von 1,9 auf 3,7 Millionen Einwohner an. Ab 1815 war eine Besatzungsmacht von rund 1 Mio. Soldaten aus verschiedenen Ländern für drei Jahre in Frankreich stationiert, aufgeteilt auf Besatzungszonen, wobei die von Bayern kontrollierte Zone östlich von Orléans zwischen der österreichischen und der preußischen Zone lag.

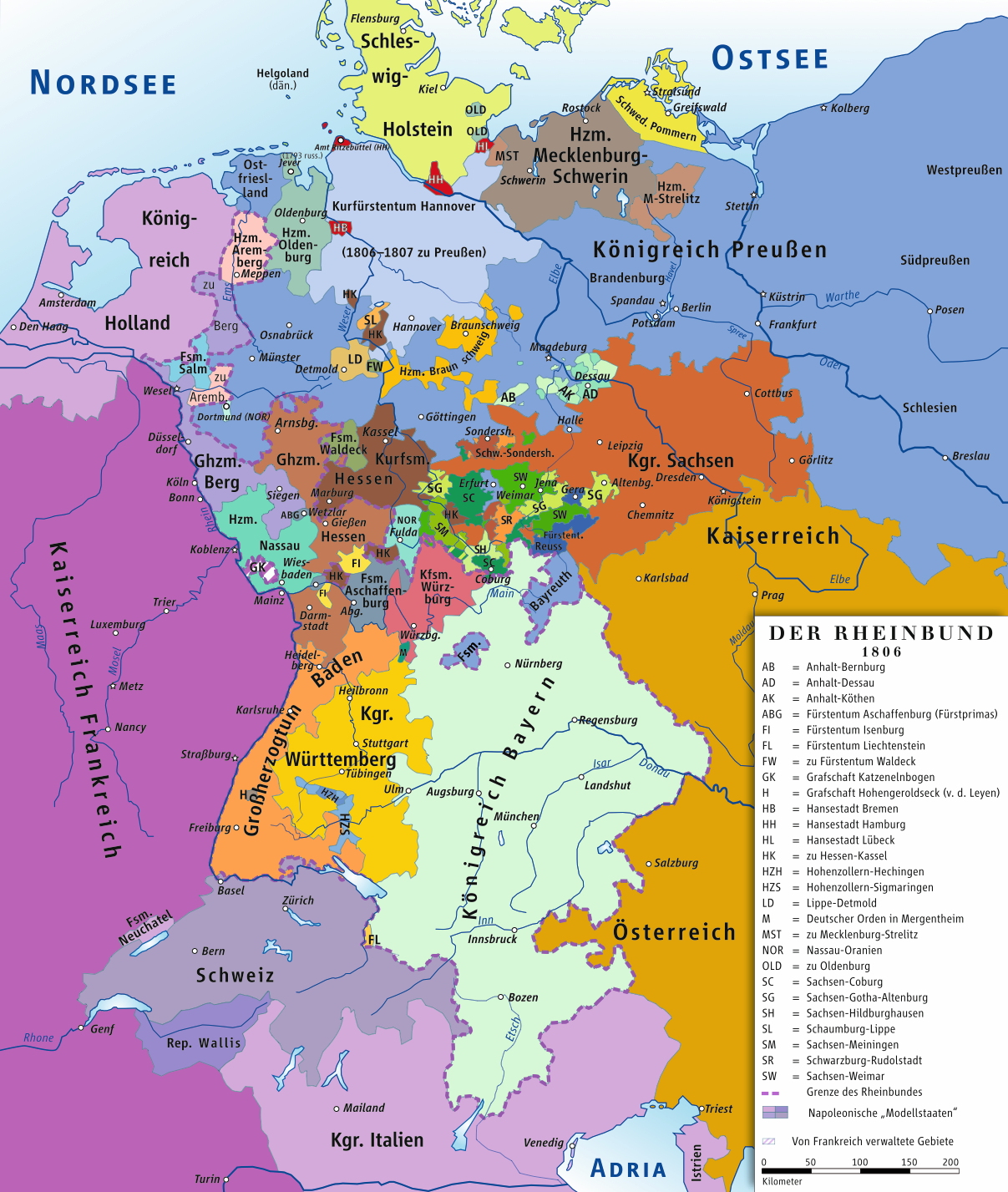
Königreich Bayern im Rheinbund 1806, mit Tirol
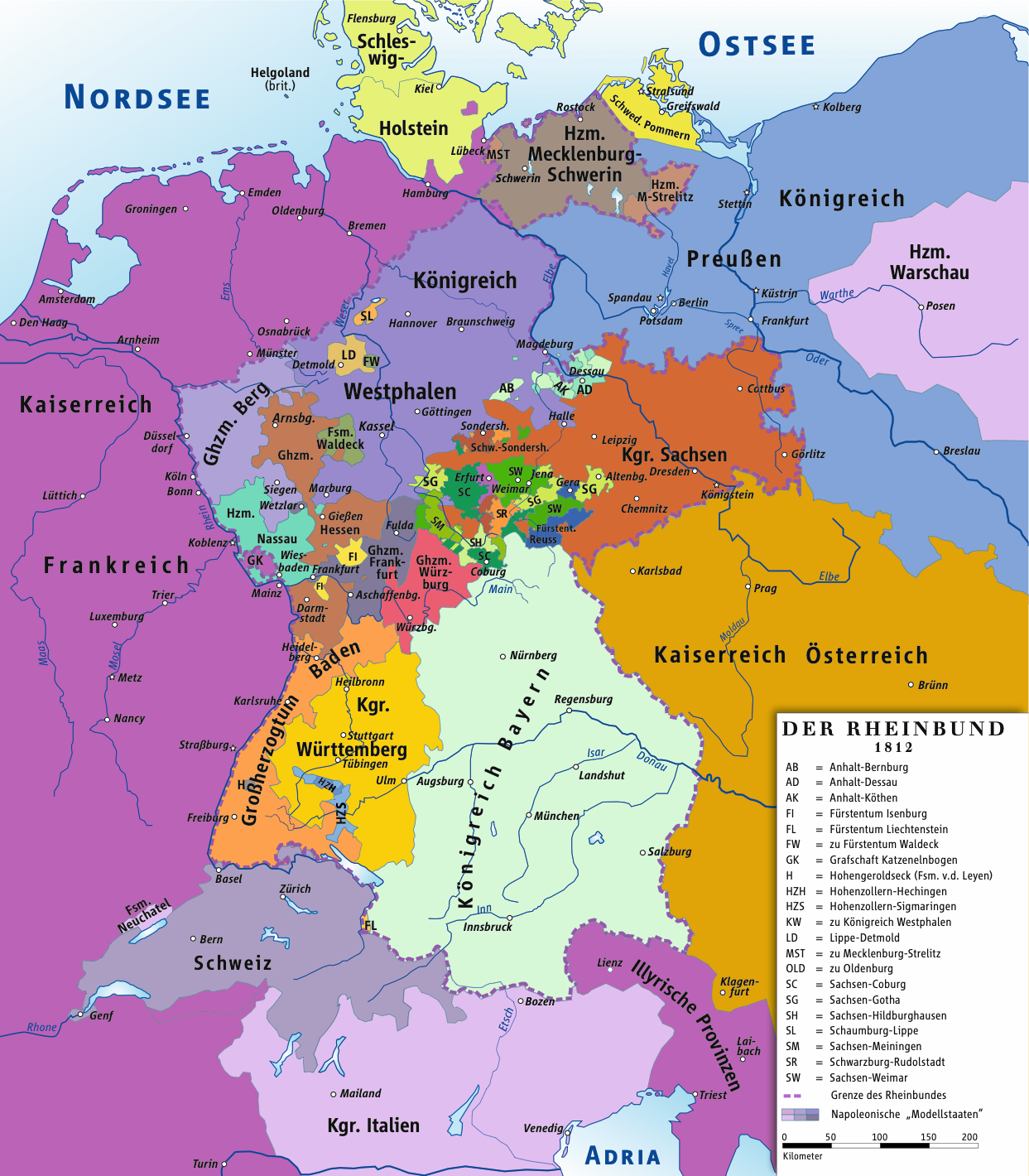
Königreich Bayern im Rheinbund 1812, mit Salzburg
Königreich Bayern im Deutschen Bund 1819, mit der Pfalz

### Verfassung des Königreiches
Am 2. Februar 1817 entließ der bayerische König Montgelas auf Drängen einiger seiner Gegner. Im Folgejahr erließ Maximilian I. Joseph die Verfassung von 1818, die im Gegensatz zur Verfassung von 1808 auch die Frage einer Volksvertretung regelte. Sie fügte zu den bürgerlichen Freiheiten noch politische Freiheiten hinzu. „Kein Land ist wohl jetzt in Europa, wo freier gesprochen, freier geschrieben, offener gehandelt wird als hier in Bayern“, jubelte Anselm von Feuerbach 1818. Die neue Verfassung sah eine Gliederung in zwei Kammern vor. In der ersten Kammer saßen Vertreter der Geistlichkeit und des Adels sowie weitere vom König ernannte Personen. Die zweite Kammer wurde nach einem indirekten Zensuswahlrecht besetzt. Mit ihr wurde Bayern zur konstitutionellen Monarchie. Die 1808 gewährte Verfassung des Königreiches Bayern, die 1818 weitgehend überarbeitet wurde, blieb in dieser Form (mit gewissen Ergänzungen und Änderungen) bis zum Ende der Monarchie 1918, also genau 100 Jahre lang, in Kraft.

### Bayerisches Geld: Gulden und Kreuzer

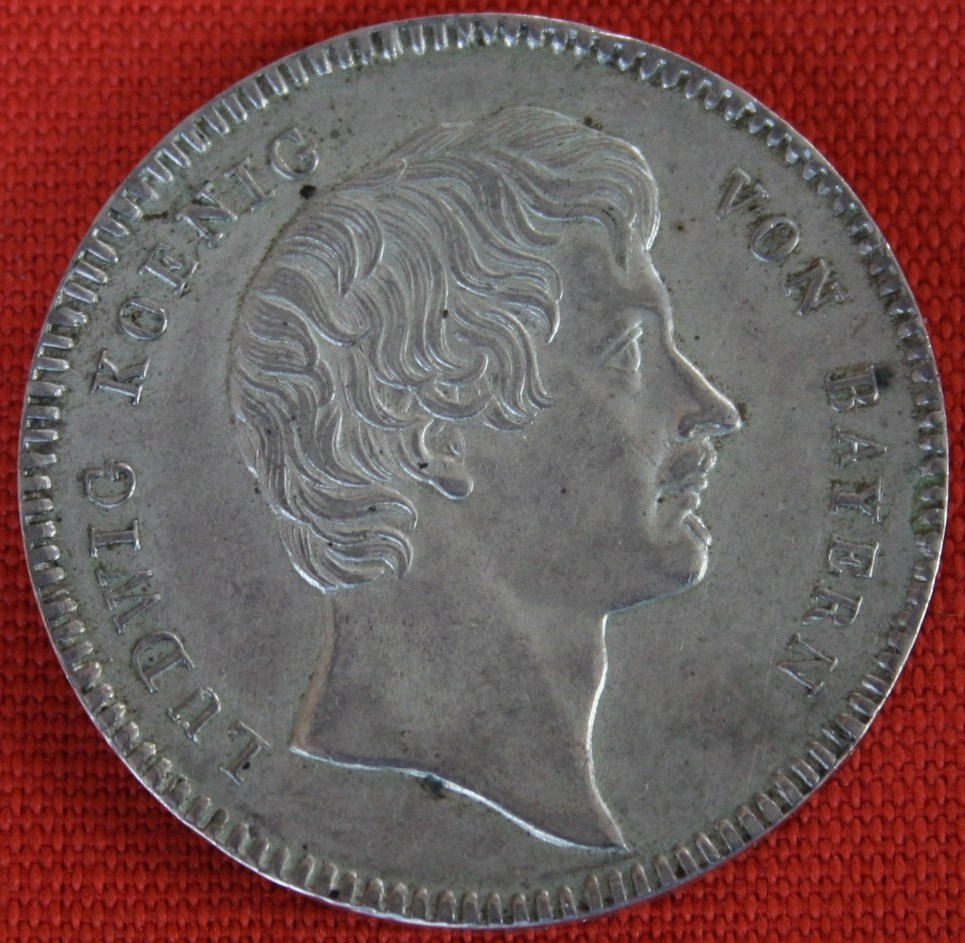
Kronentaler von 1828 Ludwig I.

Ab 1806 galt die bayerische Münzordnung im neuen Königreich, sie vereinheitlichte das Münzwesen im Königreich und beendete das Münzchaos, welches durch das alte Reich entstanden war. Der Begriff „Münze“ ist dabei wörtlich zu nehmen, denn bayerisches Papiergeld gab es erst 30 Jahre später. 60 Kreuzer hatten den Wert von einem Gulden. Geprägt wurden die bayerischen Münzen zentral in München durch das königliche Münzamt. Auch kleinste Werte der bayerischen Währung, wie z. B. Ein- und Sechs-Kreuzer-Stücke, trugen die Porträts der bayerischen Könige. Das bayerische Wappen mit Krone war immer auf der Gegenseite abgebildet.
Die Bayerische Hypotheken- und Wechsel-Bank bekam 1836 das Privileg, bayerische Banknoten herauszugeben. Damit wurde sie zur bayerischen Notenbank. 100.000 Gulden in Banknoten zu 10 Gulden waren 1836 die Grundlage der neuen Ära der Geldwirtschaft im Königreich. Entgegen der Skepsis bayerischer Politiker und Banker wurden diese neuen Scheine bald zu einem akzeptierten und beliebten Zahlungsmittel. 1839 wurden erstmals auch bayerische 100-Gulden-Noten gedruckt. Ab 4. Dezember 1871 trat an die Stelle des bayerischen Guldens die reichseinheitliche, neue „Mark“.

### Bayern in der Zeit des Deutschen Bundes

#### Königreich Bayern im Vormärz
1815 trat Bayern dem Deutschen Bund bei, Bestrebungen des österreichischen Staatskanzlers Metternich, die Kompetenzen des Deutschen Bundes zu erweitern und durch die Karlsbader Beschlüsse von 1819 die Unabhängigkeit der Mitgliedsstaaten einzuschränken, scheiterten am bayerischen Widerstand. Als Mittelmacht im Bund konnte Bayern jedoch in der Folge zwischen Wien und Berlin dennoch nicht völlig eigenständig agieren. Bis 1819 kam es im Nordwesten noch zu kleineren Grenzänderungen zu Gunsten Bayerns.
Nach dem Tod seines Vaters Maximilian I. am 13. Oktober 1825 folgte Ludwig I. Er machte Bayerns Hauptstadt München zu einem Zentrum von Kunst und Kultur. Der neue König gründete Universitäten und förderte eine Reform der Schulen im Königreich. In seine Regierungszeit fiel die Einrichtung zahlreicher Kunstsammlungen und klassizistischer Bauten. Der König sanierte den Staatshaushalt und sicherte die Finanzen des Königreiches durch Einsparungen in allen Bereichen, auch beim Militäretat.
Die heute allein verwendete Schreibweise des Landesnamens mit „y“ geht auf die Anordnung von König Ludwig vom 20. Oktober 1825 zurück, mit der die vorher meist geltende Schreibweise „Baiern“ abgelöst wurde. Um die Eingliederung der neu zum bayerischen Territorium hinzugekommenen Gebiete weiter zu fördern, änderte er dann 1837 seine Titulatur und nannte sich fortan „König von Bayern, Herzog von Franken, Herzog in Schwaben und Pfalzgraf bei Rhein“. Bei der von König Ludwig I. veranlassten Gebietsreform vom November 1837 erfolgte dann auch die Umbenennung aller staatlichen Kreise (wie die Bezirke damals noch genannt wurden) von den Flussnamen hin zu den historischen Namen, so wurde beispielsweise aus dem Isarkreis wieder Oberbayern. Bereits 1835 hatte Ludwig zudem auch ein neues Staatswappen verordnet, das die Landesteile Bayerns widerspiegelte.

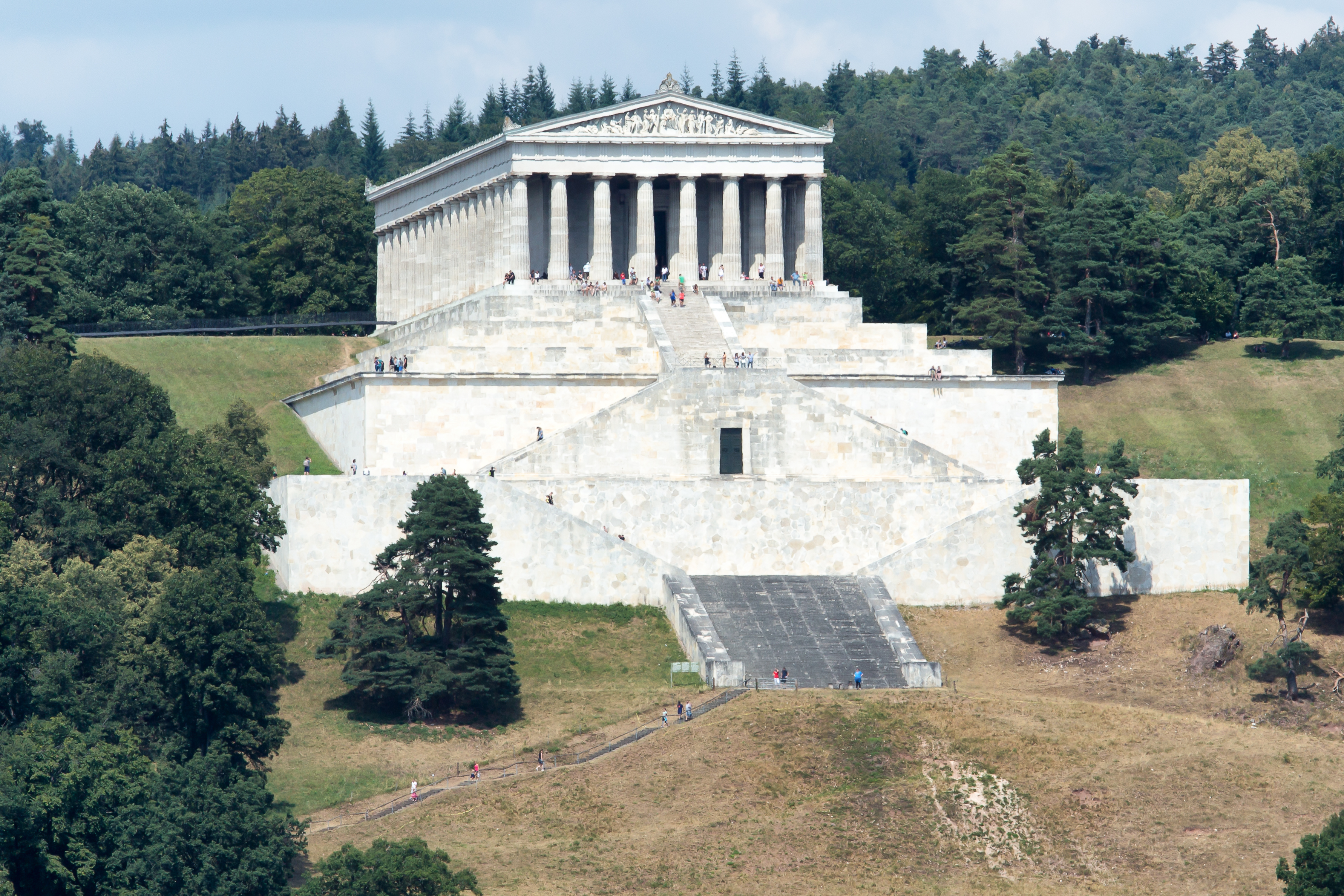
Walhalla

Durch den Londoner Vertrag von 1832 verpflichteten sich die europäischen Mächte Russland, Frankreich und England, den bayerischen Prinzen Otto als neuen König von Griechenland einzusetzen. 1828 wurde der bayerisch-württembergische Zollverein gegründet. Nach der Julirevolution 1830 in Paris und der Ausbreitung der revolutionären Bewegung auf weite Teile Europas zeigte Ludwigs Politik zunehmend reaktionäre Tendenzen. Er führte die Zensur wieder ein und beseitigte die Pressefreiheit. Unter Ludwig I. steigerte sich der Einfluss der sogenannten Ultramontanen unter Karl von Abel. Abel behinderte u. a. auch die Bildung evangelischer Gemeinden, begünstigte Konvertiten zum Katholizismus und betonte die monarchische Autorität. Das Hambacher Fest 1832 in der Pfalz auf dem Hambacher Schloss bei Neustadt an der Weinstraße hatte seine Wurzeln in der Unzufriedenheit der pfälzischen Bevölkerung mit der bayerischen Verwaltung. 1834 trat Bayern dem Deutschen Zollverein bei. Ein Grenzvertrag vom 30. Januar 1844 klärte strittige Abschnitte der Grenze zwischen dem Königreich Bayern und dem zu Österreich gehörenden Gubernium Tirol und Vorarlberg. So gehört beispielsweise Spielmannsau erst seither zu Bayern.

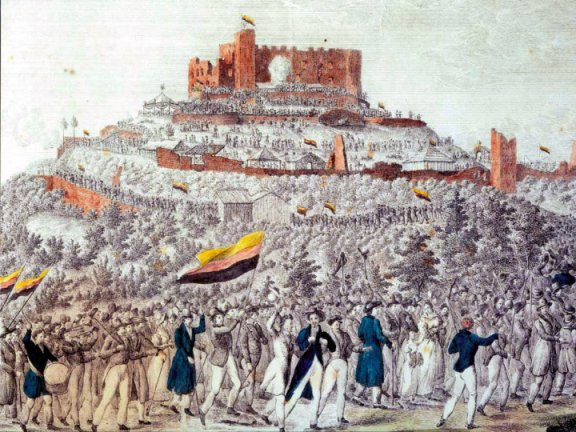
Hambacher Fest Der Zug zum Hambacher Schloss 1832

Das Königreich Bayern im Deutschen Bund und in Europa

Wirtschaft und Gesellschaft Bayerns blieben noch das ganze 19. Jahrhundert von der Landwirtschaft geprägt. Die Auswanderung nach Nordamerika nahm insbesondere in Franken und der Pfalz zu. Um 1840 hatte die bäuerliche Bevölkerung noch einen Anteil von über 65 Prozent. Die Industrie beschränkte sich auf die Zentren Augsburg und Nürnberg, Oberfranken und die Rheinpfalz. Ludwig selbst hegte große Vorbehalte gegen die Industrialisierung des Landes. Der Schwerpunkt von König Ludwigs Wirtschaftspolitik lag daher auf Sicherungs- und Schutzmaßnahmen für die heimische Ökonomie. In der Zeit Ludwigs wurden auch erstmals regionale und landesweite Ausstellungen für Handwerk, Landwirtschaft und Industrie üblich. Der König förderte auch den Eisenbahnbau in Bayern, der unter Ludwigs Herrschaft begann. Die erste deutsche Eisenbahn für Personenverkehr zwischen Nürnberg und Fürth, die Ludwigseisenbahn (1835) sowie die Eisenbahn zwischen Bexbach und Ludwigshafen am Rhein, die Pfälzische Ludwigsbahn, wurden nach ihm benannt. Ludwig ließ 1843 bis 1854 die Bahnstrecke Hof–Nürnberg–Augsburg–Kempten–Lindau (Ludwig-Süd-Nord-Bahn) bauen. Er initiierte weiterhin den Ludwig-Donau-Main-Kanal, eine Verbindung zwischen Nordsee und Schwarzem Meer, den Vorgängerbau des heutigen Main-Donau-Kanals. Erst die 1850er Jahre brachten in Bayern den endgültigen Durchbruch zur Industrialisierung – wenn auch nur in einzelnen Regionen des Landes.
In der Zeit des Vormärz verschlechterte Teuerung und Arbeitslosigkeit die Lebensbedingungen breiter Schichten der Bevölkerung so drastisch, dass auch dem Mittelstand Verarmung drohte und die Regierung Unruhen befürchtete. Im März 1844 gab es Unruhen nach einer Brotpreiserhöhung und folgender Bierpreiserhöhung bei der sogenannten Münchner Bierrevolution. Das herbeigerufene Militär verweigerte alle Befehle, gegen die Aufständischen vorzugehen, so dass der König nachgeben musste. Im Jahre 1847 wurde in Bayern zwar ein Ministerrat etabliert, doch reservierte sich König Ludwig selbst den Vorsitz; in seiner Abwesenheit saß der dienstälteste Minister den Sitzungen vor, wobei ansonsten der Minister des Äußeren, ab 1806 Minister des Königlichen Hauses und des Äußeren genannt, meist eine Vorrangstellung einnahm. Unter dem Eindruck der Februarrevolution in Paris und der Volksbewegungen in Deutschland kam im Frühjahr 1848 aus allen Teilen Bayerns ein Sturm von Zuschriften an den bayerischen König mit der Forderung, national-liberale Änderungen in die Verfassung aufzunehmen. Im März 1848 brachen in Franken, Schwaben und Niederbayern Bauernaufstände aus. Die Bauern verweigerten Fronen und Abgaben. Die Aufstände wurden durch Militär erstickt, aber die Regierung legte den Entwurf eines Grundentlastungsgesetzes vor.
Am 6. März 1848 stimmte der König in einer Proklamation den Vorschlägen zu, die vom Magistrat der Stadt Regensburg gekommen waren. Er berief den Bürgermeister von Regensburg Gottlieb von Thon-Dittmer zum Verwalter des Innenministeriums mit dem Auftrag, ein Märzministerium zu bilden und die in der Proklamation enthaltenen königlichen Zugeständnisse in Zusammenarbeit mit dem Landtag umzusetzen. Im weiteren Verlauf kam es nach einer gerüchteweise bekannt gewordenen heimlichen Rückkehr der Geliebten des Königs Lola Montez am 20. März zur Abdankung des Königs.

#### Königreich Bayern in der Reaktionsära

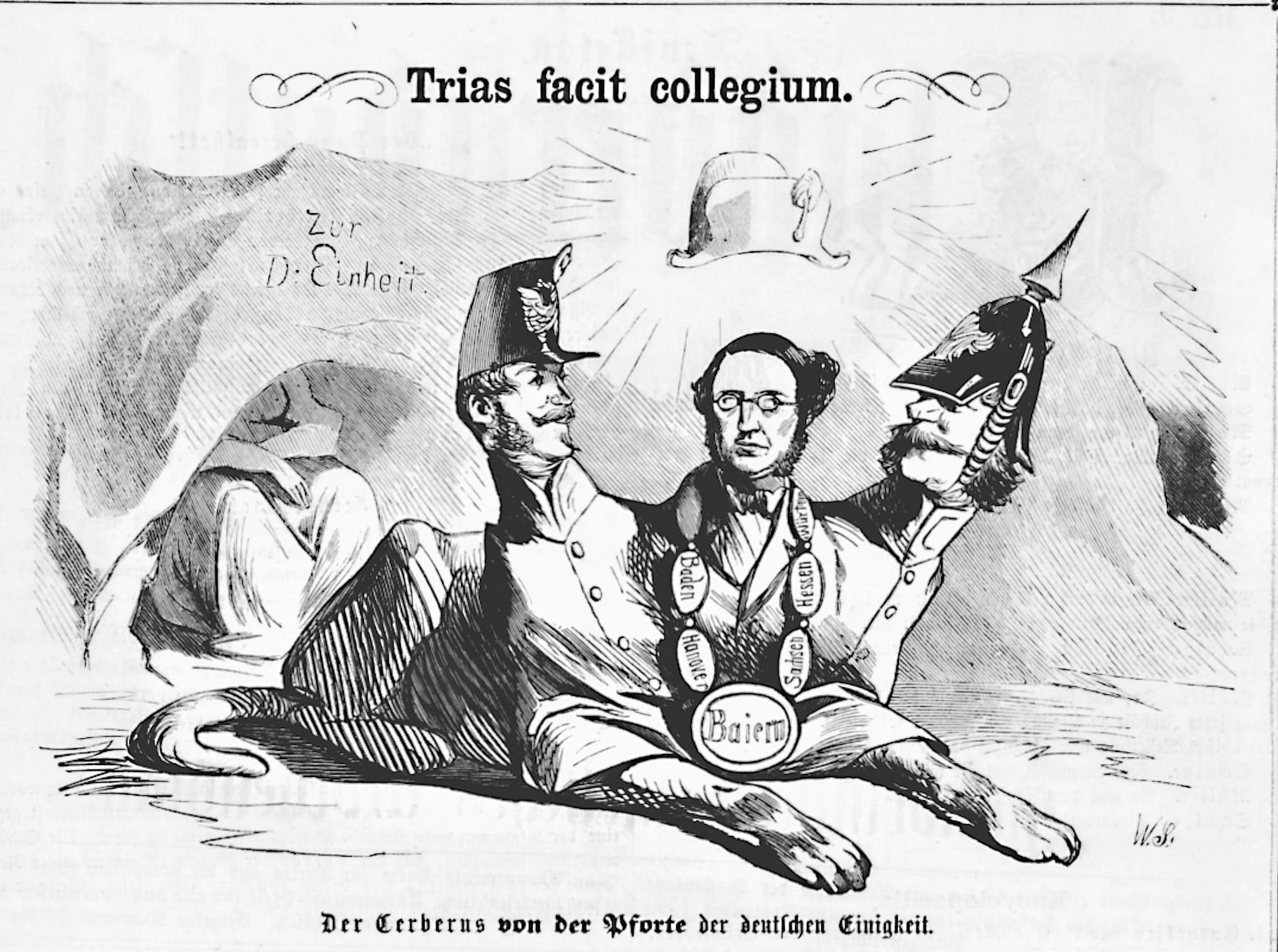
Karikatur im Kladderadatsch, Pamphlet deutscher Nationalisten gegen das Königreich Bayern von 1865: Es bezeichnet Bayern in Gestalt von der Pfordten als Höllenhund, der den Eingang zur Deutschen Einheit bewacht. Mit dem schwebenden Hut verweist der Zeichner darauf, dass Bayern die Königskrone erst durch den französischen Gewaltherrscher Napoleon I. erhalten hatte, oder aber darauf, dass Bayerns Verhalten im Interesse des aktuellen Kaisers Napoleon III. war.

Nachfolger Ludwigs wurde sein Sohn Maximilian II. Mit seiner Zustimmung formulierte die neue Regierung liberale Reformen in den Bereichen Landtagswahlrecht, Pressezensur, Versammlungs- und Vereinsrecht sowie Gerichtswesen und Bauernbefreiung, die vom Landtag verabschiedet wurden. Die Umsetzung der Reformen nahm jedoch viel Zeit in Anspruch und das Vorhaben eines Gesetzes zur Judenemanzipation stieß auf starken Widerstand im Volk. 1851 wurde unter anderem die Einrichtung von Krankenunterstützungs- und Pensionskassen bei Fabrikgründungen obligatorisch. Trotz der Erweiterung der Rechte des Landtags konnte Maximilian, als letzter König von Bayern, die entscheidende politische Initiative für die Krone noch behaupten.
Die am 28. März 1849 von der Frankfurter Nationalversammlung beschlossene Reichsverfassung lehnte der neue König ab. Das löste den Pfälzischen Aufstand aus. Der König rief preußisches Militär zu Hilfe und am 10. Juni 1849 marschierte auch ein bayerisches Armeekorps in der Pfalz ein, wodurch der Aufstand niedergeschlagen wurde. Bayern beteiligte sich trotz preußischer Hilfe in der Pfalz nicht an der Erfurter Union, mit der der preußische König teilweise eine Deutsche Einheit herstellen wollte. In der Herbstkrise 1850 stand Bayern daher an der Seite Österreichs und marschierte auch mit seinen Truppen in Kurhessen ein, wo bayerisch-österreichische und preußische Armeen einander gegenüberstanden. Der König misstraute seinem Volk und fürchtete sich zeitlebens vor einem Umsturz, wie er 1848 gedroht hatte. In diesem Zusammenhang stehen die monatlich angeforderten Stimmungsberichte des Staatsministers des Innern, geheime Alarmpläne zahlreicher bayerischer Städte und sogar der Bau der als Zitadelle des Hofes gedachten riesigen Max-II-Kaserne in der Hauptstadt.

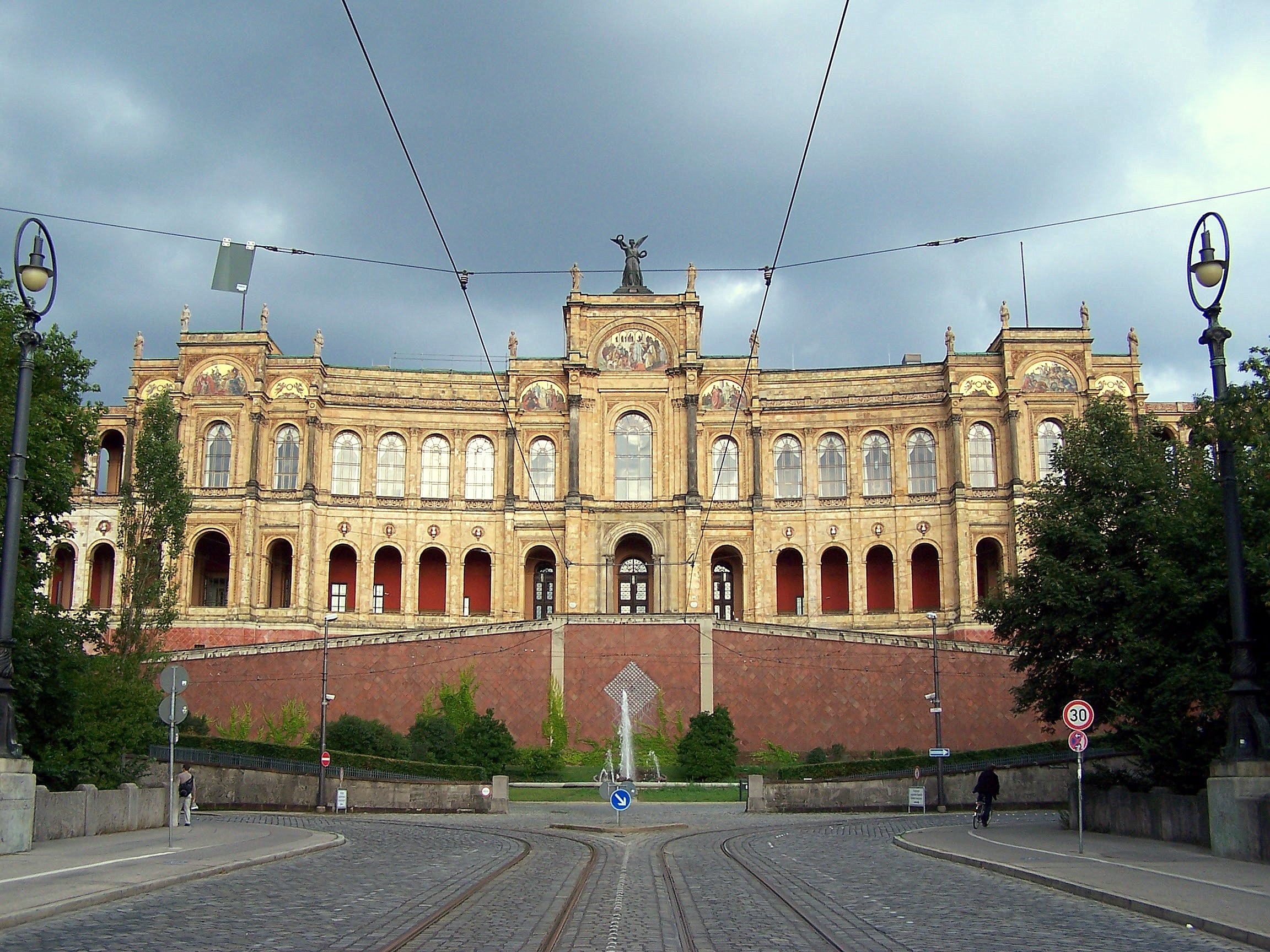
Maximilianeum

Zusammen mit seinem Minister Ludwig von der Pfordten betrieb König Maximilian in den folgenden Jahren das Konzept der Trias-Politik, eines Dritten Deutschlands. Die deutschen Mittelstaaten unter Führung Bayerns sollten sich zur dritten Kraft neben den beiden Großmächten Preußen und Österreich entwickeln. Es beteiligte sich daher an den Würzburger Konferenzen, diese brachten jedoch keine Reform des Deutschen Bundes. Allerdings waren die übrigen Staaten gegenüber Bayern ebenfalls misstrauisch. Nach der Einigung zwischen Österreich und Preußen im Olmützer Vertrag im Dezember 1850 verlor die Trias-Konzeption in den Folgejahren an Bedeutung. Bayern und die übrigen deutschen Mittelmächte versuchten vergeblich, die Regierung in Wien zu einem Beitritt zum Deutschen Zollverein zu bewegen. Die von Maximilian initiierte Bamberger Konferenz während des Krimkrieges endete 1854 mit einem erheblichen diplomatischen Prestigeverlust für Bayern, da Österreich zwar neutral blieb aber den Deutschen Bund nicht konsultierte oder die Bedingungen der deutschen Mittelstaaten zur Kenntnis nahm. Das von Maximilians Bruder Otto regierte Griechenland war im Krimkrieg der russischen Seite beigetreten. Nachdem Österreich 1859 im Krieg gegen Frankreich und Sardinien-Piemont unterlag, schlug 1862 dann der österreichische Außenminister doch noch den Beitritt zum Deutschen Zollverein vor, der preußische Ministerpräsident Otto von Bismarck brachte die Initiative jedoch zu Fall, indem er den Zollvereinsmitgliedern mit dem Austritt Preußens drohte. Der Frankfurter Fürstentag, an dem Maximilian teilnahm, scheiterte 1863. Bei der Eröffnung fehlte König Wilhelm I. von Preußen, obwohl Kaiser Franz Joseph von Österreich ihn eingeladen hatte. Im Februar 1864 brach dann der Deutsch-Dänische Krieg aus. Bis zuletzt zeigte sich die politische Ohnmacht Bayerns und des Deutschen Bundes gegenüber den Großmächten Österreich und Preußen.

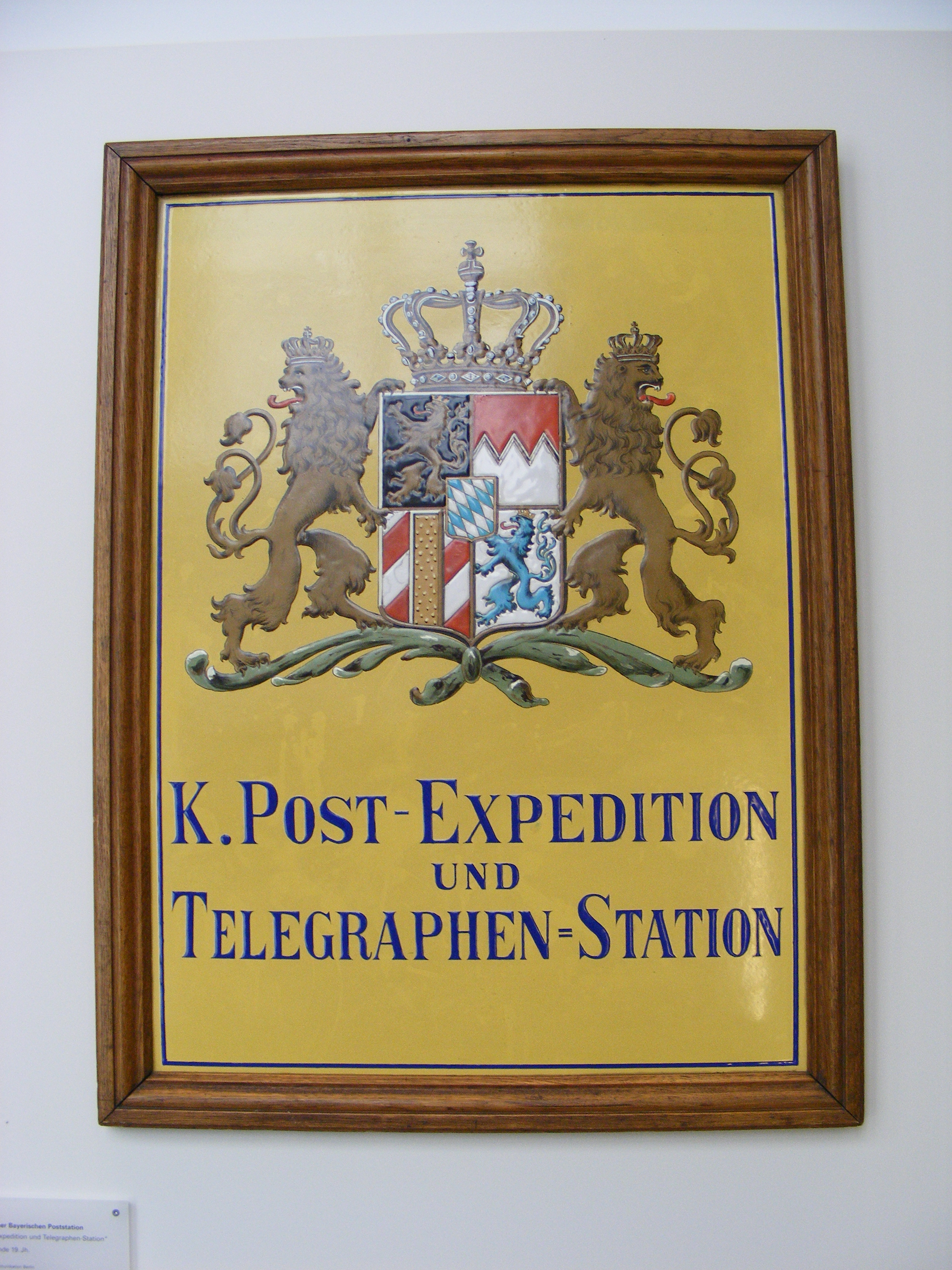
Schild in Bayern: K[önigliche] Post-Expedition und Telegraphen-Station (Foto von 2009)

Am 1. Juli 1862 wurde im Inneren mit der Abschaffung der alten Landgerichte die Trennung von Justiz und Verwaltung vollzogen. Der König förderte gezielt bayerisches Brauchtum und Kultur, um den deutschen Einigungsbestrebungen eine eigene Identität entgegenzusetzen. In diesem Zusammenhang steht auch die Gründung des Nationalmuseums und der Stiftung im Maximilianeum. Maximilian II. war bis zu seinem Tod am 10. März 1864 König von Bayern. Noch am gleichen Tag wurde sein ältester Sohn Ludwig als Ludwig II. zum König ausgerufen. Die Förderung von Richard Wagner, der sich auch in die Politik einmischte, führte zu einem Skandal, im Dezember 1865 musste sich Ludwig II. dem Widerstand der Staatsregierung, der Münchner Bürger und seiner eigenen Familie beugen und den unbeliebten Wagner auffordern, Bayern zu verlassen. Unter Ludwig ging die Führung des Landes nun faktisch an den Ministerrat über.

### Bayern und die Reichsgründung

#### Deutsche Einigungskriege

Bayern im Deutschen Reich ab 1871

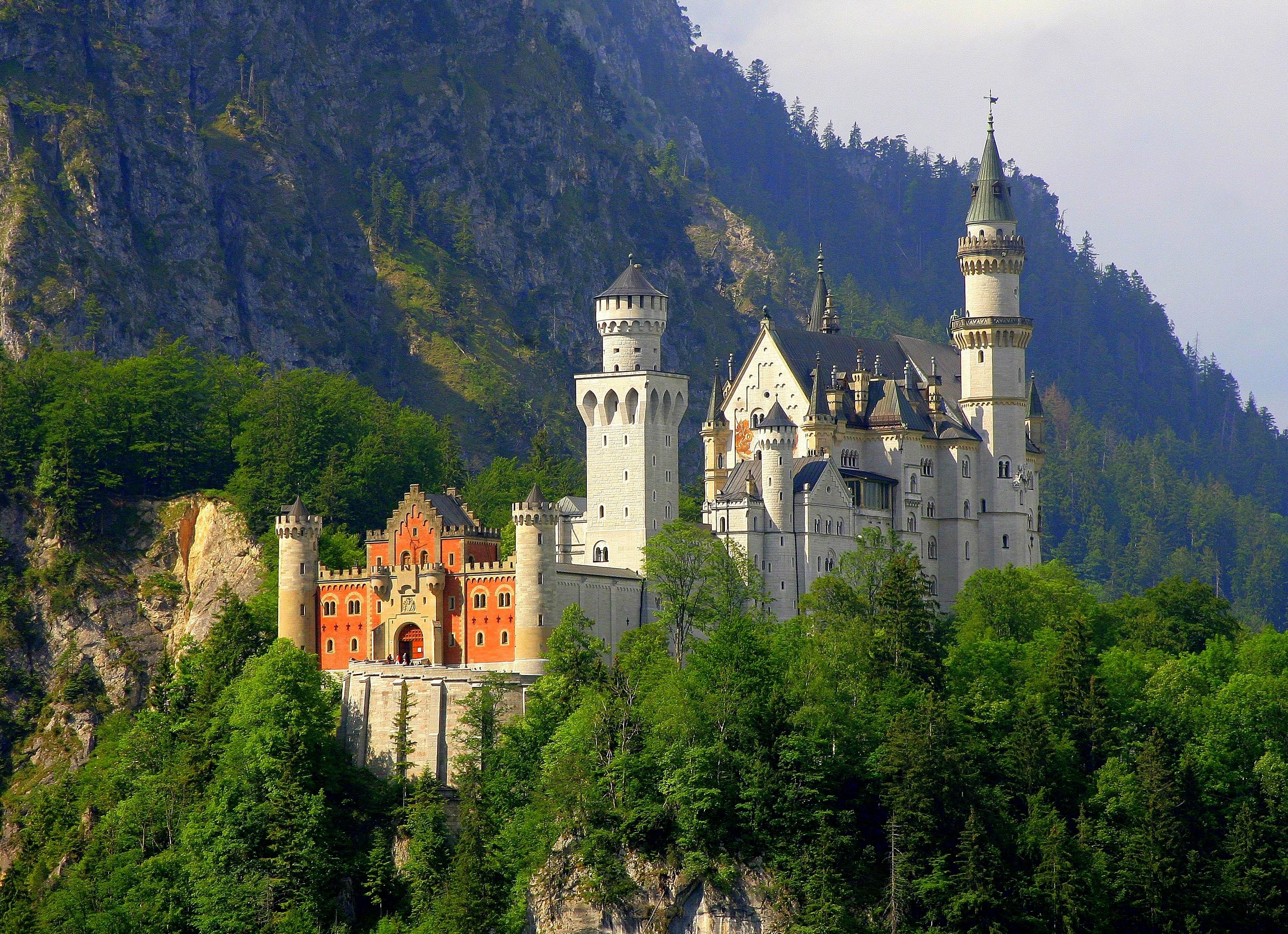
Schloss Neuschwanstein

Zu Beginn der Deutschen Einigungskriege stand Bayern noch abseits. In der Bundesversammlung führte das eigenmächtige Vorgehen der beiden deutschen Großmächte im Deutsch-Dänischen Krieg 1864 mehrmals zu Protesten der deutschen Mittelstaaten wegen des Vorwurfs der Rechtswidrigkeit. Die Königreiche Bayern und Sachsen verwehrten Österreich dann Truppentransporte durch ihre Territorien, so dass sie über Schlesien erfolgen mussten.
Sein politisches Ziel, die souveräne Existenz Bayerns zu sichern, wollte Minister von der Pfordten durch die Erhaltung der Bundesverfassung erreichen. Von der Pfordten unterschätzte, wie viele Zeitgenossen auch, die Entschlossenheit Bismarcks, die „Deutsche Frage“ unter der Führung Preußens zu klären. Nach dem Bundesbeschluss vom 14. Juni 1866 gegen Preußen begann der Deutsche Krieg. Bayern kämpfte im Zuge des Mainfeldzugs an der Seite Österreichs gegen Preußen und erlitt in den Gefechten bei Uettingen am 26. Juli eine schwere Niederlage. Die anschließenden Gebietsverluste blieben jedoch gering, Bayern trat im Berliner Friedensvertrag mit dem Königreich Preußen vom 22. August 1866 nur das Bezirksamt Gersfeld und das Landgericht Orb (ohne Aura) sowie Kaulsdorf an Preußen ab. Der Deutsche Bund wurde infolge des Deutschen Krieges noch im August 1866 aufgelöst.
In der Folge gründete 1867 Preußen den Norddeutschen Bund. Bayern blieb außerhalb des Bundes und schloss sich auch nicht einem süddeutschen Staatenbund an, der im Prager Frieden vorgeschlagen worden war. Auch Baden, Württemberg und Hessen-Darmstadt wollten sich lieber mit Preußen direkt verständigen und nicht in eine Abhängigkeit von Bayern geraten. Ende 1866 war von der Pfordten durch Chlodwig zu Hohenlohe-Schillingsfürst als Regierungschef ersetzt worden, der zwar den preußischen Anspruch auf Hegemonie in der deutschen Politik unterstützte, aber den Beitritt Bayerns zu einem neuen Bundesstaat ablehnte.
Bayern genoss somit als Ergebnis des Krieges von 1866 nochmals nach 1813 bis 1816 vier Jahre seiner Geschichte (1866–1870), in denen es de iure voll souverän, d. h. ohne Eingliederung in einen übergreifenden Staat oder Bund existierte. König Ludwig II. musste jedoch am 22. August 1866 ein Schutz- und Trutzbündnis unterzeichnen. Damit war die bayerische Armee im Kriegsfall dem preußischen König als Bundesfeldherr unterstellt. Im Krieg gegen Frankreich 1870 kämpfte Bayern folglich an der Seite Norddeutschlands. Seit dieser Zeit scharte der Münchner Anwalt und Landtagsabgeordnete Marquard Barth immer mehr Anhänger um sich, die für einen möglichst engen Anschluss Bayerns an Preußen eintraten.

#### Bayerns Eintritt in das Deutsche Reich
Mit den Novemberverträgen vom November 1870 wurde auch Bayerns Beitritt zum Norddeutschen Bund vorbereitet. Bismarck wollte außerdem, dass die deutschen Bundesfürsten dem preußischen König Wilhelm I. die Kaiserkrone offiziell antrugen. Dazu entwarf Bismarck einen Kaiserbrief. Diesen sollte Ludwig als ranghöchster (nichtpreußischer) Bundesfürst unterzeichnen. Das sah Ludwig als persönliche Zumutung an. Den – unrealistischen – Vorschlag Ludwigs, die Kaiserwürde zwischen Berlin und München wandern zu lassen, lehnte Bismarck ab. Ludwig akzeptierte zögerlich den Kaisertitel für den preußischen König, einen Vetters seiner Mutter, den er wenig schätzte, und unterschrieb den Kaiserbrief. Nur widerwillig und verspätet ratifizierte der bayerische Landtag die Reichsverfassung vom 1. Januar 1871, trat ihr und dem gesamtdeutschen Staat dennoch rückwirkend bei. Erst am 21. Januar nahm der Landtag in München mit 102 zu 48 Stimmen den Vertrag Bayerns mit dem Norddeutschen Bund an; mit seiner Unterschrift setzte Ludwig II. diese Ratifizierung am 30. Januar 1871 rückwirkend zum Jahresbeginn in Kraft. Die Widerstände gegen einen Beitritt zum von Preußen dominierten neuen Reich waren beachtlich. Nur knapp, und nach großen Widerständen besonders der bayerischen Patriotenpartei, konnte die bayerische Regierung unter Ministerpräsident Otto von Bray-Steinburg die erforderliche Zweidrittelmehrheit erreichen. Zur Reichsgründung warnte der Journalist Johann Baptist Sigl in der beliebten Tageszeitung Das bayerische Vaterland schonungslos vor preußischem Militarismus mit den Worten: „Mehr Kriege, mehr Krüppel, mehr Totenlisten und mehr Steuerzettel …“ Die neue Kaiserkrone verglich er mit einer vergrößerten preußischen Pickelhaube.

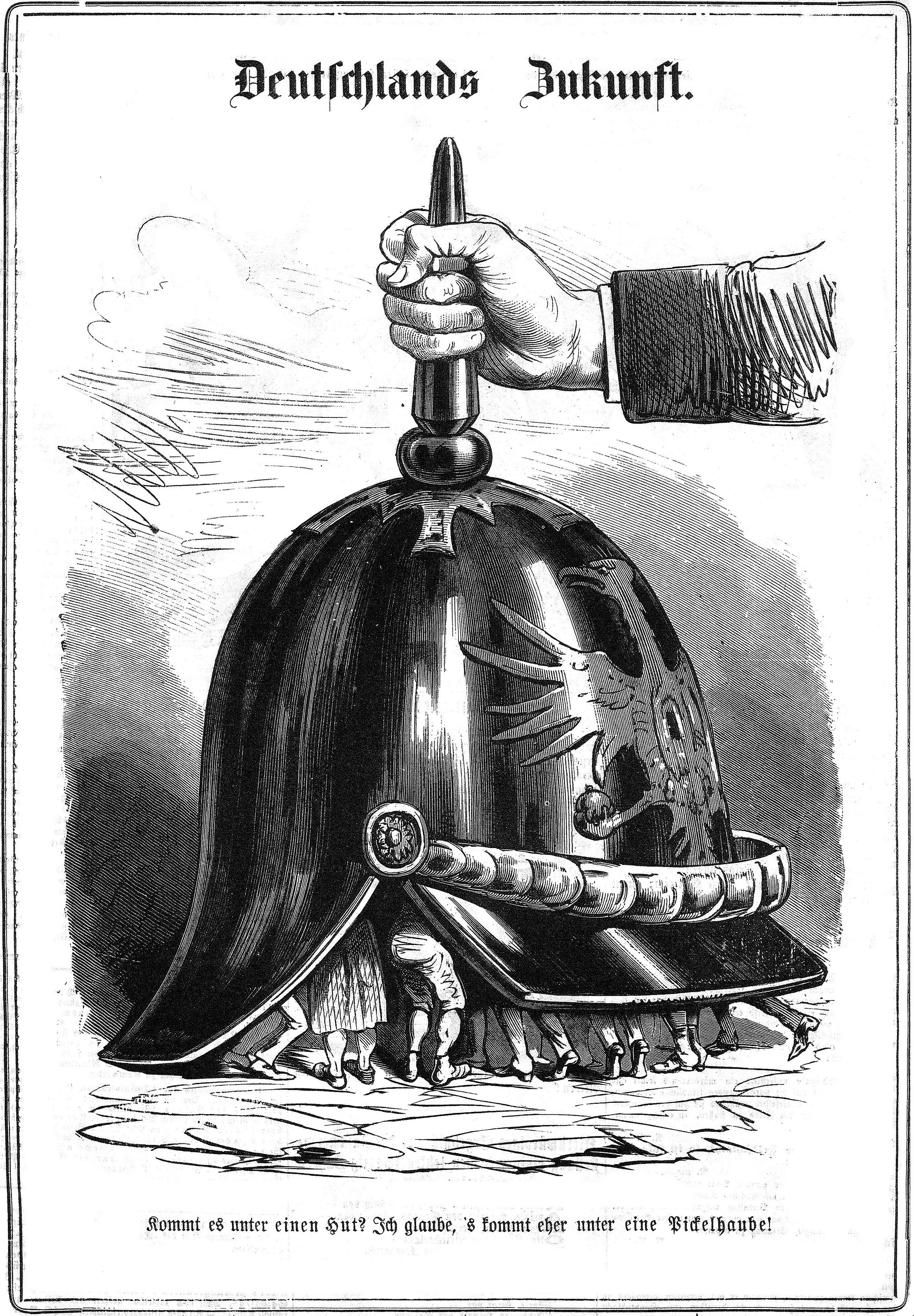
„Deutschlands Zukunft: Kommt es unter einen Hut? Ich glaube, 's kommt eher unter eine Pickelhaube!“. Karikatur aus dem österreichischen Satiremagazin Kikeriki zur anstehenden Reichsgründung unter preußischer Führung (22. August 1870)

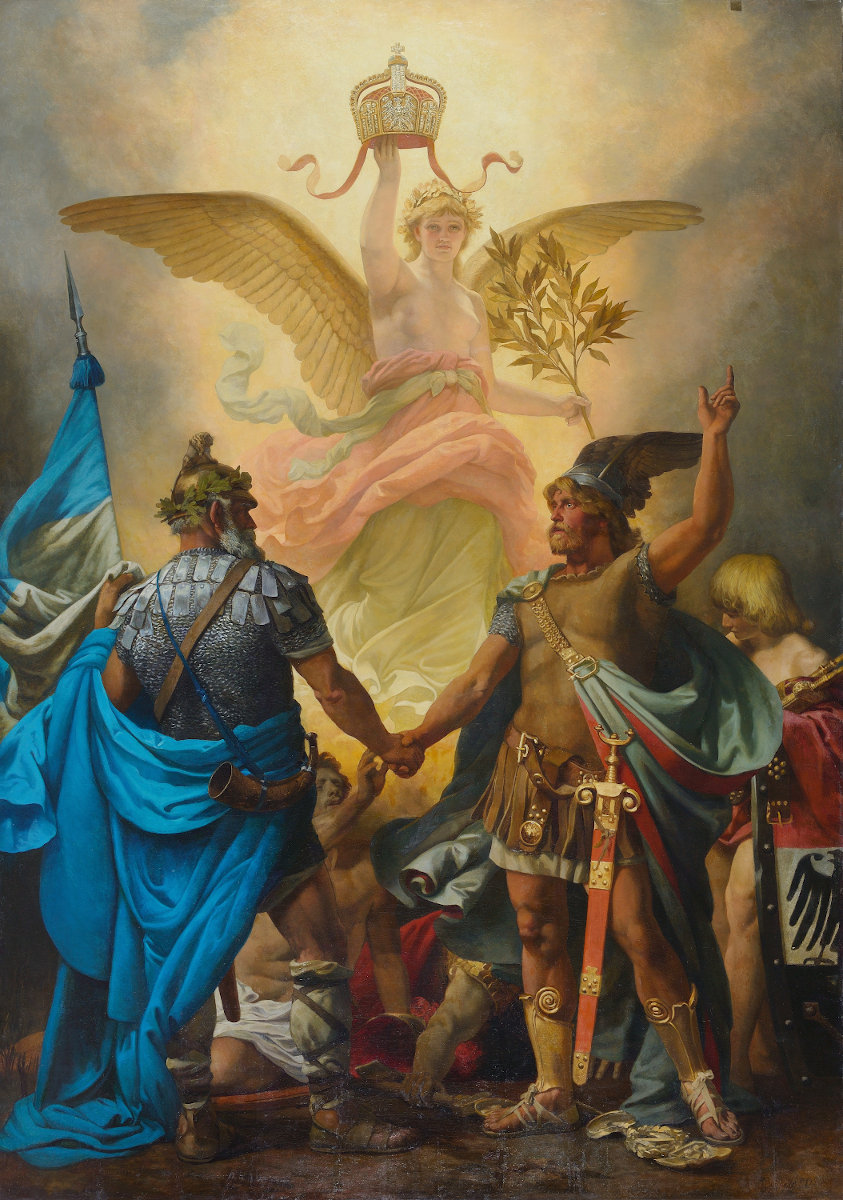
Anton von Werner: Victoria (1880) – Allegorie des Beitritts Bayerns zum Deutschen Reich, Saarbrücker Rathauszyklus, 1877–1880

Trotz der Widerstände gegen einen Beitritt zum Deutschen Reich konnte sich Bayern dabei als zweitgrößter Staat Reservatrechte sichern. Das bedeutete, dass in manchen Bereichen Bayern eine eigene Verwaltung anstelle der Reichsverwaltung haben durfte. So blieb es bei einer eigenen Armee, eigener Diplomatie, der eigenen Postverwaltung und der eigenen Eisenbahnverwaltung. Die Reservatrechte wurden in der Folge eifrig bewacht und durch repräsentative Bauwerke betont, wie dem Armeemuseum und dem Verkehrsministerium.
Das Königreich Bayern hatte weiterhin auch im Deutschen Reich das Recht auf eine eigene Außenpolitik und hatte daher auch eigene Diplomaten. Wegen der fortbestehenden außenpolitischen Kompetenzen Bayerns blieben auch die meisten auswärtigen Botschafter in München: Erst im Ersten Weltkrieg schlossen viele Botschaften und wurden nach Kriegsende aufgrund des Verlusts dieser Kompetenzen Bayerns nicht mehr eröffnet.
Im Oktober 1875, als die klerikale Kammermehrheit in einer Adresse das ihm genehme Staatsministerium des Königlichen Hauses und des Äußeren unter Adolph von Pfretzschner offen anklagte und vom König die Erfüllung ihrer Forderungen wünschte, trat Ludwig dem schroff entgegen und versicherte 1876 im Landtagsabschied dem liberalen Ministerium sein unerschüttertes Vertrauen. Schon seit 1869 regierte ein weltanschaulich liberales, politisch staatskonservatives, reichsfreundlich und staatskirchlich orientiertes Staatsministerium fortgesetzt gegen eine konservative, betont bayerisch-eigenstaatlich und katholisch bestimmte Mehrheit der Kammer der Abgeordneten. Dem König war hierbei die Demonstration seiner Souveränität wichtiger als Schnittmengen mit den Konservativen. Dieser festen Haltung gegen die ultramontane Kammermehrheit blieb er auch in den nächsten Jahren treu, zog sich jedoch immer mehr aus der Politik in seine Traumwelt zurück. 1880 wurde Pfretzschner als Vorsitzender im Ministerrat durch Johann von Lutz abgelöst, der die Stellung des Königs zu bewahren suchte, indem er sich nachhaltig dagegen wehrte, ihn „zur bloßen Unterschreibmaschine in den Händen der verantwortlichen Minister“ werden zu lassen. Unter Lutz erreichte der bayerischen Kulturkampf, um die Suprematie des Staates gegenüber der Kirche durchzusetzen, seinen Höhepunkt.
Am späten Abend des 9. Juni 1886 wurde der mittlerweile hoch verschuldete „Märchenkönig“ Ludwig II. auf Schloss Neuschwanstein festgenommen. Eine Kommission der Bayerischen Regierung teilte ihm mit, dass er entmündigt sei. Man verbrachte ihn noch in der Nacht auf Schloss Berg. Sein Onkel Luitpold übernahm tags darauf am 10. Juni als Prinzregent die Regentschaft. Als wenige Tage später, am 13. Juni 1886, Ludwig II. im Starnberger See bei Schloss Berg den Tod fand, wurde erbfolgegemäß sein jüngerer Bruder Otto König von Bayern.

### Fin de Siècle und Erster Weltkrieg

#### Prinzregentschaft
Da König Otto aufgrund einer Geisteskrankheit aber nicht regierungsfähig war, wurden von dem Prinzregenten Luitpold, er war der dritte Sohn Ludwigs I. und Bruder von Max II., weiterhin die Regierungsgeschäfte geführt. Dieser Interimszustand währte dann bis zu seinem Tode 1912 über ein Vierteljahrhundert.

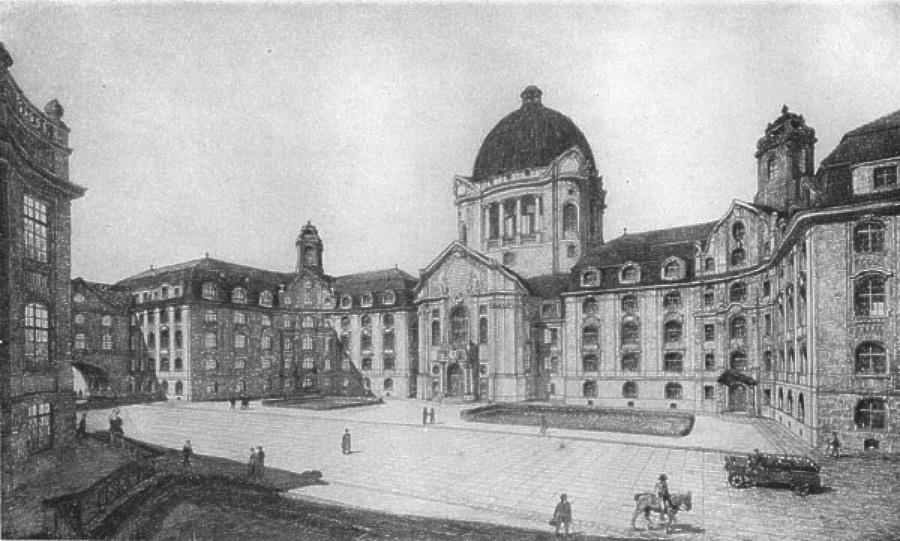
Das ab 1906 entstandene Königlich-Bayerische Verkehrsministerium in München

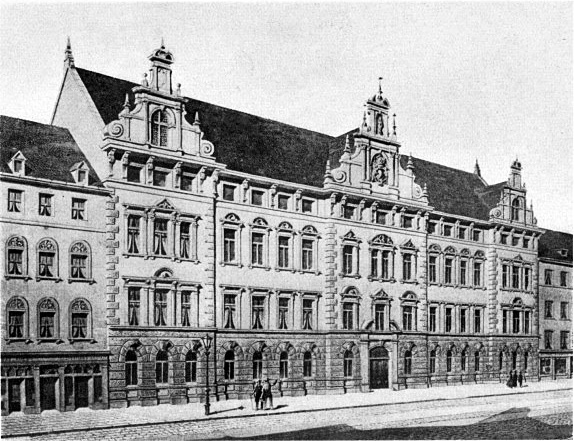
Landtagsgebäude in der Prannerstraße in München, Sitz der 1818 geschaffenen Ständeversammlung, ab 1848 Landtag

Luitpold pflegte anders als die Könige vor ihm einen präsidial-repräsentativen Regierungsstil und hielt sich meist bei politischen Entscheidungen sehr zurück, so dass Regierung und Parlament an Macht gewannen. Luitpold überließ die Regierungsführung weitgehend seinen liberalen und reichsfreundlichen Ministerien unter den Vorsitzenden im Ministerrat Johann von Lutz (bis 1890), Friedrich Krafft von Crailsheim (bis 1903) und Clemens von Podewils-Dürniz (bis 1912). So stützte Luitpold, obwohl selbst katholisch, auch die antikatholische Haltung Lutz’ und die harte Position der bayerischen Regierung gegen die Kirche und den politischen Katholizismus. 1890 verhinderte der Prinzregent einen geplanten Münchener Katholikentag, setzte sich aber dennoch für eine Bereinigung des Kulturkampfes ein. Die Stimmanteile der Liberalen schrumpften jedoch bei den Landtagswahlen dieser Zeit zunehmend, sie stellten nur noch die zweitstärkste Fraktion hinter dem Zentrum, das von den liberalen Stimmverlusten profitierte. Daneben entstanden neue Parteien wie der Bayerische Bauernbund und die Sozialdemokraten. 1893 erfolgte dann der erste Einzug der SPD in den bayerischen Landtag. Dies alles verschärfte den Druck des Parlaments auf die Regierung weiter und führte zu zunehmenden Spannungen, die einen Höhepunkt gegen Ende des 19. Jahrhunderts erreichten, als das Zentrum die antikatholische Haltung der Liberalen nicht mehr mittragen wollte. 1902 wurden vom Landtag 100.000 Reichsmark nicht bewilligt, die der Prinzregent für den Ankauf von Kunstwerken geplant hatte. Dieser parlamentarische Aufstand erregte im ganzen Reich Aufsehen. Kaiser Wilhelm II. bot Luitpold in der Swinemünder Depesche an, ihm die nichtbewilligte Summe zu überweisen und echauffierte sich über die „schnöde Undankbarkeit“ der bayerischen Abgeordneten. Luitpold lehnte das Angebot zwar ab, wegen der Einmischung aus Preußen aber wurde die Empörung von Zentrumsseite aus immer lauter.
Die Beziehungen zu Preußen blieben somit auch nach dem Kulturkampf relativ kühl. Durch ein Wahlbündnis zwischen dem Bayerischen Zentrum, wie sich die Bayerische Patriotenpartei seit 1887 nannte, und der SPD wurde 1906 das bayerische Wahlrecht liberalisiert und damit an das des Reichstages angeglichen. Die Beauftragung von Georg von Hertling, und damit erstmals eines Vertreters der Mehrheitsfraktion im Landtag, mit dem Amt des Regierungschefs deutete 1912 auf eine beginnende Parlamentarisierung Bayerns hin. Es war auch in der konstitutionellen Monarchie zunehmend schwieriger geworden, ohne sichere parlamentarische Basis zu regieren.
Schon einige Zeit vor dem Weltkrieg war auch die bayerische Monarchie, insbesondere aufgrund der Geistesschwäche ihrer Monarchen in einer Krise, wodurch nicht nur deren Akzeptanz in der Bevölkerung beschädigt, sondern auch die politische Stellung Bayerns insgesamt geschwächt wurde. Innenpolitisch errang nicht nur die Bürokratie in Bayern mehr Einfluss, als ihr nach der Verfassung zustand, es entstanden auch zunehmend einflussreiche politische Parteien, die die Verfassung ebenfalls nicht berücksichtigte. Auch blieben soziale Fragen, die mit der zunehmenden Industrialisierung aufgekommen waren ebenso ungelöst, wie der Umgang mit dem Verlangen der Arbeiter nach mehr Einfluss in der Gesellschaft und der neu aufstrebenden Frauenbewegung. Die „Prinzregentenzeit“, wie die Regentschaft Prinz Luitpolds häufig bezeichnet wird, gilt aufgrund der politischen Passivität Luitpolds als Ära der allmählichen Rückstellung bayerischer Interessen hinter die des Reichs. In Verbindung mit dem unglücklichen Ende der vorausgegangenen Herrschaft König Ludwigs II. wirkte dieser Bruch in der bayerischen Monarchie umso stärker. Die Verfassungsänderung von 1913 schließlich brachte nach Ansicht von Historikern den entscheidenden Bruch in der Kontinuität der Königsherrschaft, zumal diese Änderung vom Landtag als Volksvertretung bewilligt worden war und somit indirekt einen Schritt weg von der konstitutionellen hin zur parlamentarischen Monarchie bedeutete. Die Verbindung dieser beiden Entwicklungen wird heute als Hauptursache für das unspektakuläre und ohne Widerstände erfolgte Ende des bayerischen Königreiches im Zuge der Novemberrevolution von 1918 betrachtet. Nach dem Tod Luitpolds folgte dessen Sohn Ludwig zunächst ebenfalls als Prinzregent, er ließ sich allerdings nach einer vom Bayerischen Landtag beschlossenen Verfassungsänderung vom 4. November 1913 offiziell am 5. November zum König Ludwig III. ausrufen. Otto behielt aber bis zu seinem Tod 1916 seinen Königstitel, so dass Bayern zwei Könige (dem Titel nach) hatte.
Auf dem Gebiet der Wirtschafts- und Agrarpolitik interessiert und kenntnisreich, war Ludwig zunächst entschlossen, die verfassungsmäßig noch immer starke Stellung der Krone zu eigenem politischen Handeln zu nutzen. Die Soziale Frage gehörte auch nach dem Regierungsantritt Ludwigs III. zu den dringlichsten Probleme der Politik und 1913 waren von der bayerischen Regierung Pläne zur staatlichen Unterstützung Arbeitsloser ausgearbeitet worden, die aber in der Kammer der Reichsräte scheiterten. Anfang 1914 kam es daher in ganz Bayern zu Demonstrationen. Ludwigs kurze Amtszeit war stark katholisch geprägt. Er stand dem Zentrum nahe. Seine Sozialpolitik orientierte sich stark an der Enzyklika Rerum Novarum, die 1891 von Papst Leo XIII. verkündet worden war.

#### Bayern im Ersten Weltkrieg

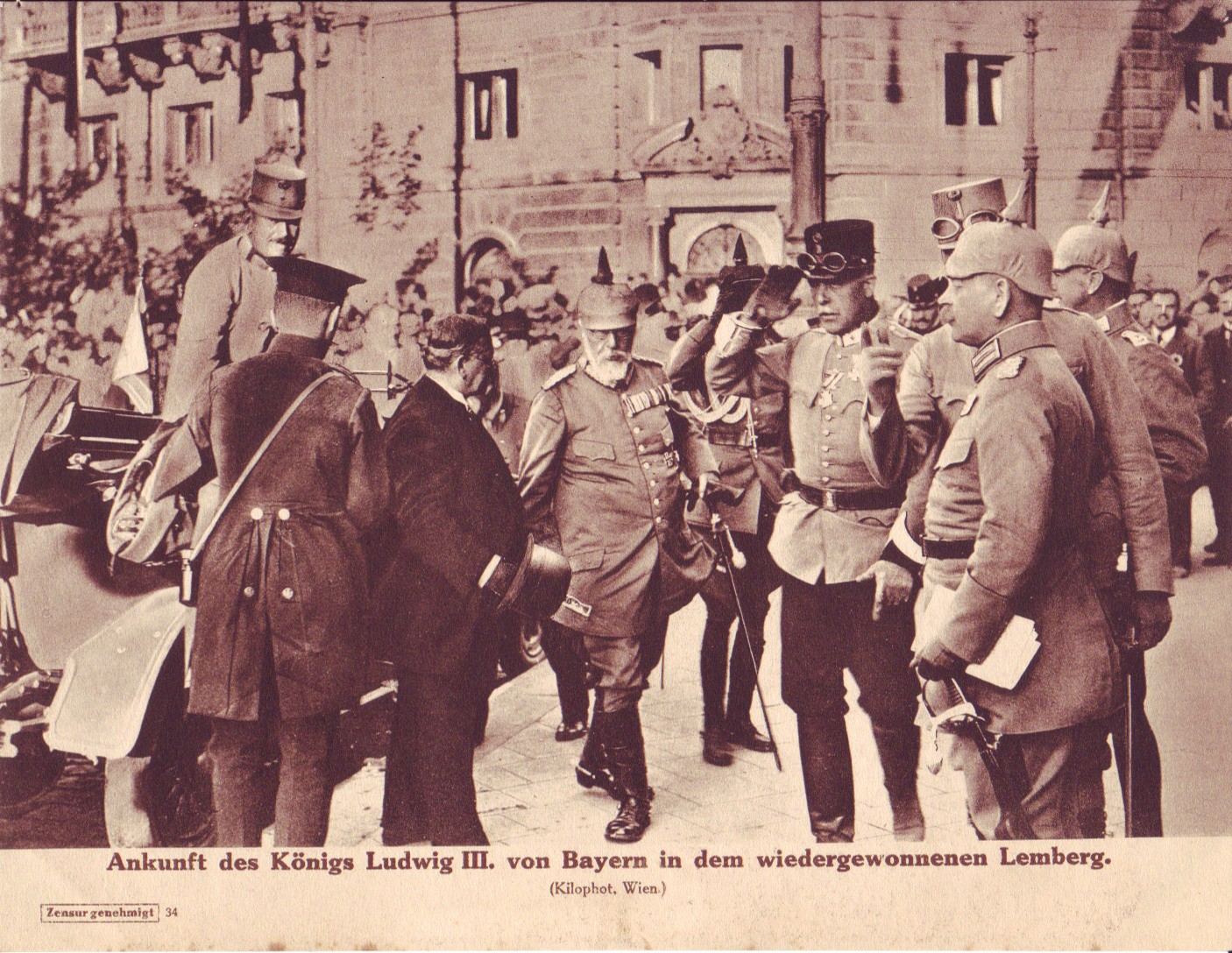
Ludwig III in Lemberg, 1915 während des Weltkrieges

Während des Ersten Weltkrieges war Bayern mit allen Ressourcen politisch, militärisch und wirtschaftlich als Teil des Reiches in den Konflikt involviert. König Ludwigs Sohn, der bayerische Kronprinz Rupprecht, war einer der Befehlshaber an der Westfront; Ludwigs Bruder Leopold von Bayern fungierte dagegen als Oberbefehlshaber im Osten. Aufgrund der Versorgungsengpässe und der Verluste im Ersten Weltkrieg schwand der Rückhalt, den die Monarchie bisher im Volk hatte. Ein Übriges tat das militante Auftreten Ludwigs III., der für eine Vergrößerung Bayerns durch Annexionen nach einem siegreich beendeten Krieg eintrat. Seine Einstellung wurde als zu preußenfreundlich wahrgenommen. In doppelter Hinsicht fatal wirkten sich die seit 1870 ungelösten bayerisch-preußischen Spannungen nun aus. In Bayern sorgten die Zwangsexporte bayerischer Nahrungsmittel in den Norden für böses Blut. An der Front führten unterschiedliche Verpflegung und Militärtradition zu Konflikten. Der schwelende Konflikt zwischen Bauern und Stadtbewohnern im Zuge der Nahrungsmittelknappheit während des Krieges wurde auch im Bayerischen Landtag zwischen den Parteien ausgetragen und führte im Dezember 1916 zu Ministerrücktritten. Die soziale Lage Bayerns verschlechterte sich zunehmend. Nachdem Hertling Ende 1917 Reichskanzler geworden war, folgte ihm der parteilose Otto von Dandl nach.
Am 15. August 1918, nachdem die deutsche Offensive im Westen endgültig gescheitert war, forderte der bayerische Ministerrat unter Dandl die Reichsleitung auf, einen Verständigungsfrieden zu suchen. Im September forderte Dandl die Ablösung Georg von Hertling als Reichskanzler durch Max von Baden, als Hertling, über den die Ereignisse zunehmend hinweggingen, die bayerische Initiative zum Entsetzen des Kronprinzen Rupprecht unbeantwortet gelassen hatte. Zu einer eigenständigen Friedensinitiative unter Einbindung des Königs konnte sich Dandl entgegen dem Wunsch Rupprechts aber nicht entscheiden.

### Ende der Monarchie in Bayern

#### Revolution
Im Oktober 1918 geriet München zunehmend in eine aufgewühlte Stimmung und politische Veranstaltungen sowohl in Bierkellern als auch im Freien hatten starken Zulauf. Die Möglichkeit einer Revolution hatte Dandl lange Zeit trotz Warnungen unterschätzt, und als sie dann rasch um sich griff verhielt er sich resignierend. Weder wurde ein Separatfrieden als Möglichkeit ins Auge gefasst, noch wurden die bayerischen Truppen von der Westfront abgezogen. Seit September 1917 diskutiert, wurde noch am 2. November 1918 eine umfangreiche Verfassungsreform durch ein Abkommen zwischen der königlichen Staatsregierung und allen Landtagsfraktionen geschlossen, die unter anderen die Einführung des Verhältniswahlrechtes vorsah. König Ludwig III. stimmte noch am selben Tage der Umwandlung der konstitutionellen in eine parlamentarische Monarchie zu. Die Ausrufung der Republik nur fünf Tage später kam dieser jedoch zuvor. Das Ende des Ersten Weltkrieges bedeutete dann auch das Ende der Monarchie in Bayern. Im Zuge der Novemberrevolution rief Kurt Eisner am 7. November 1918 den Freistaat Bayern aus. König Ludwig III. wurde als erster Bundesfürst abgesetzt und musste Bayern zunächst verlassen. Der Rückhalt der Monarchie war soweit geschwunden, dass ohne Widerstand alle Münchener Kasernen, Polizeistationen und Zeitungen von den Aufständischen eingenommen worden waren.

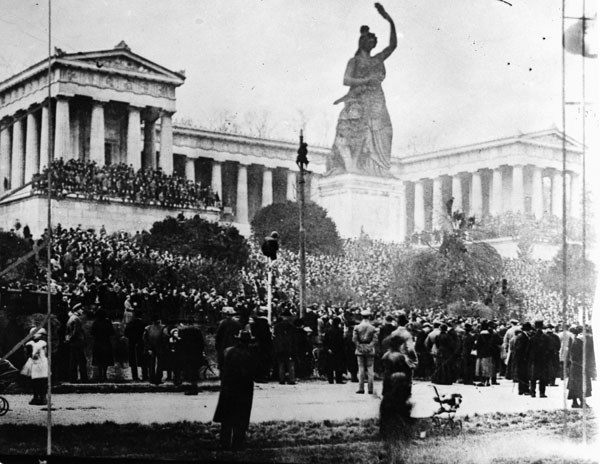
Demonstration auf der Theresienwiese am 7. November 1918

Darauf entband Ludwig mit der Anifer Erklärung die bayerischen Beamten und Soldaten ihres Treueeides und stellte damit den Fortgang der Verwaltung sicher, verweigerte jedoch die Abdankung. Die neue Regierung interpretierte das Dokument gleichwohl als Thronverzicht. Damit fand das Königreich Bayern sein Ende. Die monarchistischen Beamten in Justiz und Bürokratie behielten im Wesentlichen ihre Stellungen und verhielten sich abwartend, bevor sie sich mit den neuen Verhältnissen arrangierten. Der Streit um die Fürstenenteignung wurde 1923 mit dem Wittelsbacher Ausgleichsfonds gelöst.

#### Scheitern der Restauration
Mehrfache spätere Bemühungen um eine Restauration unter Kronprinz Rupprecht hatten keinen Erfolg. So nahm im Winter 1932/33 Ministerpräsident Heinrich Held mit Kronprinz Rupprecht Kontakt auf, um ihn im Falle einer nationalsozialistischen Machtübernahme nach Artikel 64 der Bayerischen Verfassung zum Generalstaatskommissar zu ernennen. Nach der Machtübernahme der Nationalsozialisten 1933 zögerten Held und der Kronprinz jedoch, als Schutz gegen die Gleichschaltung den Kronprinzen zum Generalstaatskommissar zu berufen oder das Königtum in Bayern zu restaurieren.
Bestrebungen bayerischer Monarchisten für die Restauration der Monarchie wurden nach dem Zweiten Weltkrieg von der US-amerikanischen Besatzungsmacht unterbunden. Da die US-Militärregierung entschieden gegen die Wiederherstellung einer Monarchie eingestellt war, verbot sie 1946 die wiedergegründete Bayerische Heimat- und Königspartei. Ab dem 30. Juni 1946 tagte in München eine Verfassungsgebende Versammlung. Die neue, wiederum republikanische Verfassung des Freistaates Bayern wurde dann 1946 mit großer Mehrheit durch das Volk angenommen. Die Einrichtung der Institution eines bayerischen Staatspräsidenten, für die der Kronprinz als aussichtsreicher Kandidat galt, scheiterte im September 1946 im Landtag.
Nach dem Ende der Militärregierung wurde 1949 die Bayrische Heimat- und Königspartei neu instituiert. Der noch immer populäre frühere Kronprinz vertrat die Auffassung, wenn es schon im Deutschen Kaiserreich auf Länderebene republikanische Landesverfassungen gegeben habe (so in den Hansestädten Hamburg und Bremen), dann könne sich doch auch Bayern als Bundesland innerhalb der Bundesrepublik Deutschland eine monarchische Verfassung geben, bei der die politischen Kompetenzen des Ministerpräsidenten von diesem gewählten Politiker, die Repräsentationsaufgaben des Landesvaters jedoch von einem erblichen Monarchen wahrgenommen würden. Damit konnte er sich aber nicht mehr durchsetzen.

## Gliederung

### Kreise 1808 bis 1837
Die Verwaltungsgliederung des im Jahr 1806 gegründeten Königreichs Bayern wurde zur Eingliederung der neu erworbenen Gebiete im Jahre 1808 völlig neu gestaltet. Dadurch wurden auch die Landesdirektionen abgeschafft. Mit dem Gemeindeedikt vom 17. Mai 1818 wurden auch die Gemeinden in Bayern errichtet. Bis dahin waren die Obmannschaften die Verwaltungseinheiten der untersten Ebene. Bayern wurde in 15 (staatliche) Kreise eingeteilt, deren Namen sich nach Flüssen richteten. 1810 wurden sechs Kreise, 1814 ein weiterer Kreis aufgelöst. 1816 wurde der Rheinkreis als neuer Kreis gebildet und bis 1817 weitere zwei Kreise aufgelöst, so dass bei der Verwaltungsneugliederung von 1817 nur noch acht Kreise bestanden.
1. Altmühlkreis (1808–1810, aufgelöst)
2. Eisackkreis (1808–1810, abgetreten an Italien)
3. Etschkreis (1808–1810, abgetreten an Italien)
4. Illerkreis (1808–1817, aufgelöst)
5. Innkreis (1808–1814, abgetreten an Österreich)
6. Isarkreis (1808–1837, aufgegangen in Oberbayern)
7. Lechkreis (1808–1810, aufgelöst)
8. Mainkreis (1808–1837, 1817 umbenannt in Obermainkreis, aufgegangen in Oberfranken)
9. Naabkreis (1808–1810, aufgelöst)
10. Oberdonaukreis (1808–1837, aufgegangen in Schwaben)
11. Pegnitzkreis (1808–1810, aufgelöst)
12. Regenkreis (1808–1837, aufgegangen in der Oberpfalz)
13. Rezatkreis (1808–1837, aufgegangen in Mittelfranken)
14. Rheinkreis (1816–1837, aufgegangen in der Pfalz)
15. Salzachkreis (1808–1816, abgetreten an Österreich, er umfasste auch das Innviertel)
16. Unterdonaukreis (1808–1837, aufgegangen in Niederbayern)
17. Untermainkreis (1817–1837, aufgegangen in Unterfranken)

### Kreise 1838 bis 1918

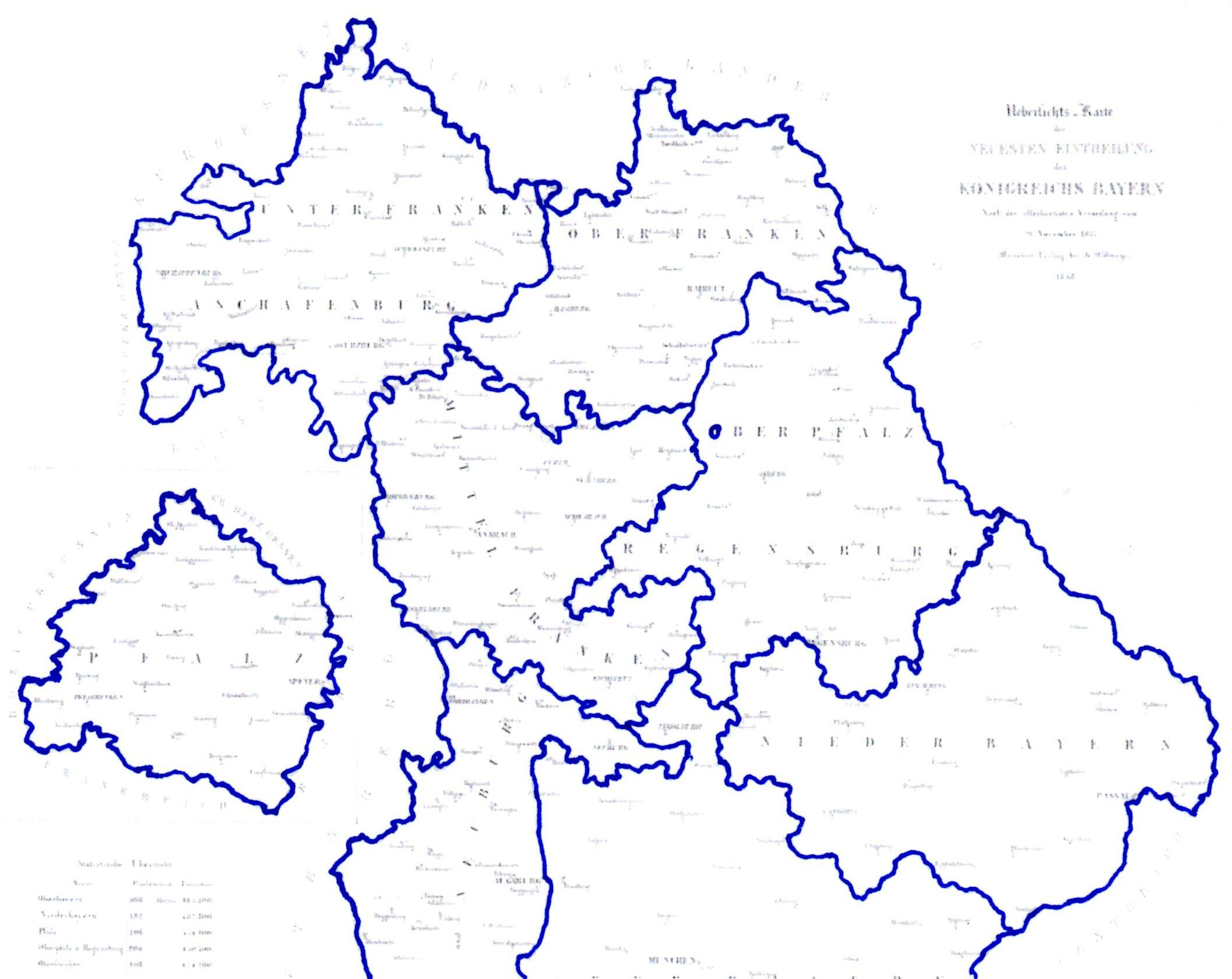
Nordbayern und seine Kreise von 1838 bis 1866

Die Kreise erhielten 1838 anstelle der Flussnamen die Bezeichnungen nach den alten Herzogtümern. Diese Bezeichnungen wurden später in die noch heute bestehenden Regierungsbezirke überführt, die als Verwaltungseinheiten der mittleren Ebene weitgehend (bis auf die 1946 von Bayern losgelöste Pfalz) den heutigen Regierungsbezirken entsprechen.
Die 1838 verbliebenen Kreise gliederten sich in Bezirksämter. Die Vorläufer der Bezirksämter, die Landgerichte, waren ursprünglich zugleich Verwaltungs- und Gerichtsbehörden, was als struktureller Fehler der bayerischen Verfassung galt, da damit die richterliche Unabhängigkeit berührt war, nachdem der Richter (in seiner Funktion des Verwaltungsbeamten, die der des heutigen Landrats entsprach) weisungsgebunden war. Erst 1862 wurde durch Einführung der Bezirksämter, denen die Verwaltungsgeschäfte übertragen wurden, dieser Mangel behoben. In der Pfalz bestanden bereits seit 1818 Landkommissariate neben den Landgerichten. Trotz dieser rational und gleichförmig erscheinenden Gebietsgliederungen blieb die gesellschaftliche Entwicklung im Königreich zunächst von erheblichen Integrationsproblemen gekennzeichnet.
Innerhalb des Königreichs Bayern genoss die Pfalz eine rechtliche und administrative Sonderstellung, da die bayerische Regierung wesentliche Errungenschaften der französischen Zeit beibehielt.
Das Königreich Bayern war ab 1871 zweitgrößter Staat des Deutschen Reichs, 75.865 km², bestehend aus dem größeren östlichen Hauptteil (69.928 km² nach den Gebietsabtretungen 1866) und aus dem westlichen vom Rhein gelegenen kleinen Gebietsteil der Pfalz (Rheinpfalz, Rhein-Bayern; 5.937 km²).
1. Oberbayern (Bezirkshauptstadt und Kreisregierung München)
2. Niederbayern (Landshut)
3. Pfalz (Speyer)
4. Oberpfalz und Regensburg (Regensburg)
5. Oberfranken (Bayreuth)
6. Mittelfranken (Ansbach)
7. Unterfranken und Aschaffenburg (Würzburg)
8. Schwaben und Neuburg (Augsburg)

### Städte 1900
Größte Städte im Königreich Bayern 1900:
| Rang | Stadt          | Einwohnerzahl | Kreis (Bezirk)                 | Heutiges Bundesland |
| ---- | -------------- | ------------- | ------------------------------ | ------------------- |
| 1.   | München        | 499.932       | Oberbayern                     | Bayern              |
| 2.   | Nürnberg       | 261.081       | Mittelfranken                  | Bayern              |
| 3.   | Augsburg       | 89.174        | Schwaben und Neuburg           | Bayern              |
| 4.   | Würzburg       | 75.499        | Unterfranken und Aschaffenburg | Bayern              |
| 5.   | Ludwigshafen   | 61.914        | Pfalz                          | Rheinland-Pfalz     |
| 6.   | Fürth          | 54.822        | Mittelfranken                  | Bayern              |
| 7.   | Kaiserslautern | 48.310        | Pfalz                          | Rheinland-Pfalz     |
| 8.   | Regensburg     | 45.429        | Oberpfalz und Regensburg       | Bayern              |
| 9.   | Bamberg        | 41.823        | Oberfranken                    | Bayern              |

## Könige

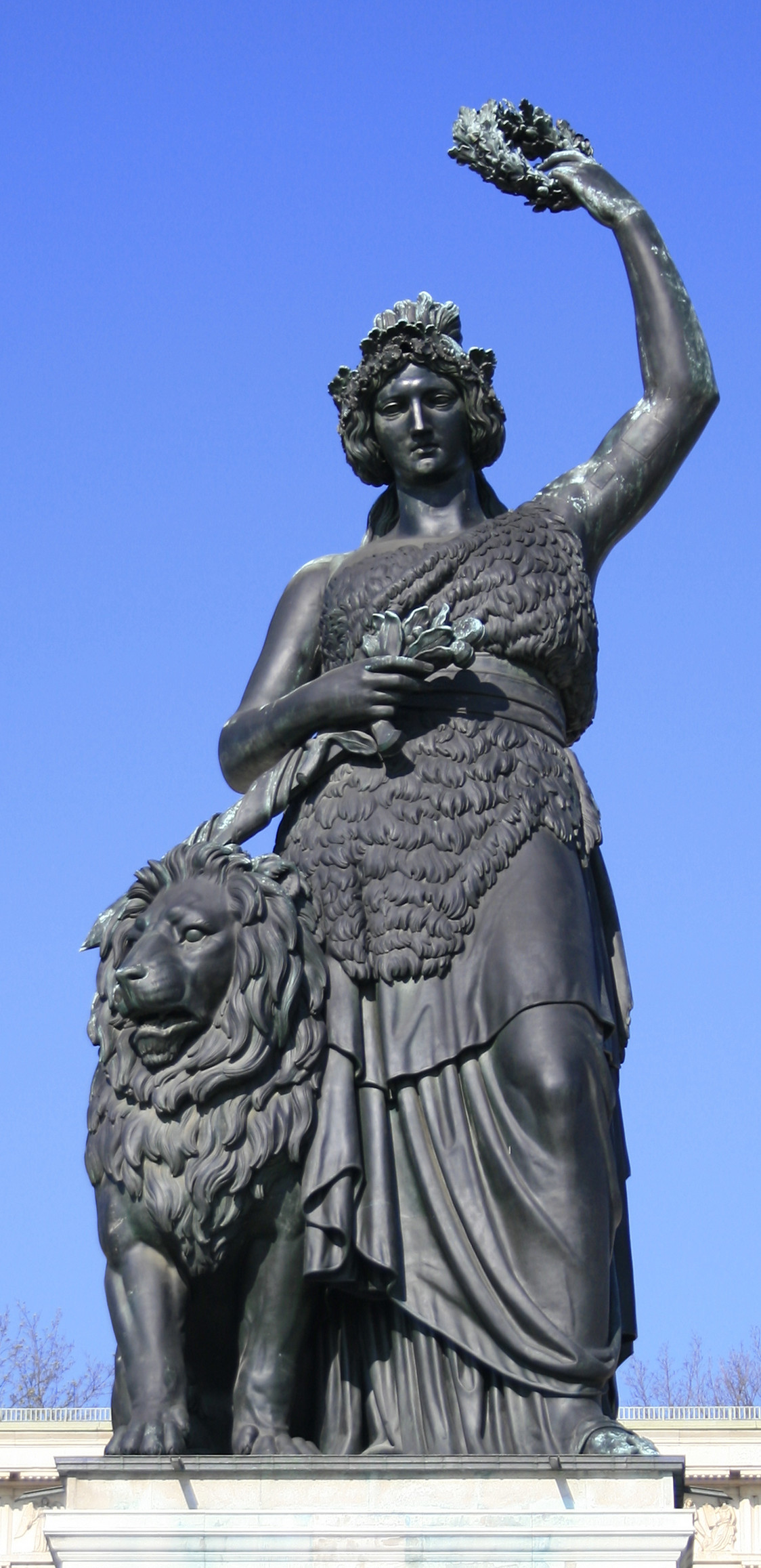
Bavaria in München

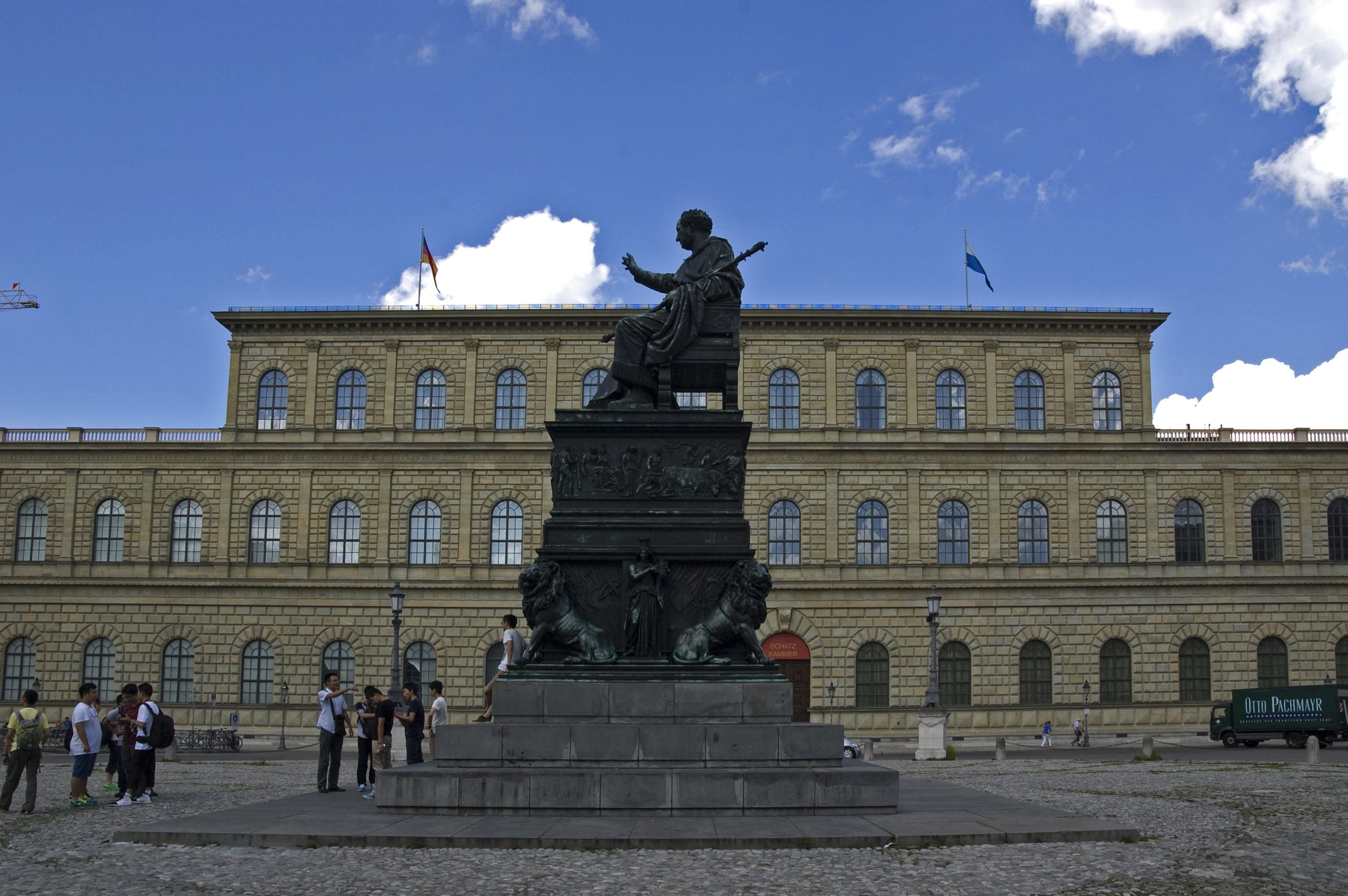
Königsbau der Münchner Residenz

### Liste der bayerischen Herrscher
- Maximilian I. Joseph, 1806–1825
- Ludwig I., 1825–1848
- Maximilian II. Joseph, 1848–1864
- Ludwig II., 1864–1886 (1886 entmündigt)
  - Prinzregent: Luitpold, 1886
- Otto I., 1886–1916 (regierungsunfähig)
  - Prinzregent: Luitpold, 1886–1912
  - Prinzregent: Ludwig (III.), 1912–1913
- Ludwig III., 1913–1918

### Titel der bayerischen Könige

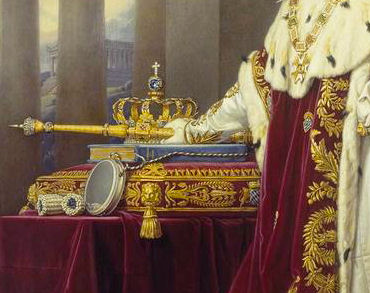
Ausschnitt aus Joseph Karl Stieler:
König Ludwig I. im Königsornat (1826).
Neue Pinakothek, München.
An der Spitze der Krone befindet sich ein Brillant, der Blaue Wittelsbacher.

Der bayerische Königstitel lautete ab dem 1. Januar 1806 zunächst:

„Von Gottes Gnaden König von Baiern, des Heiligen Römischen Reiches Erzpfalzgraf, Erztruchseß und Kurfürst.“

Dabei war die Schreibung Baiern mit „i“ im amtlichen Gebrauch zunächst die übliche. Erst König Ludwig I., ein Anhänger des Philhellenismus, erließ eine Verordnung, wonach der Landesname stets mit „y“ zu schreiben ist. Die auf das Reich bezüglichen Titel fielen noch 1806 mit dem Beitritt Bayerns zum Rheinbund weg.
Am 18. Oktober 1835 erließ Ludwig I. eine weitere Verordnung, wonach der große Königstitel von nun an lautete:

„Von Gottes Gnaden König von Bayern, Pfalzgraf bei Rhein, Herzog von Bayern, Franken und in Schwaben etc. etc.“

Was mit „etc. etc.“ gemeint ist, erläutert die genannte Verordnung nicht und auch zu einem späteren Zeitpunkt erschien dazu nie eine authentische Interpretation. Eine gewisse Interpretationshilfe bietet eine Bekanntmachung vom 3. Oktober 1804, die jedoch durch die nachfolgenden staatsrechtlichen Veränderungen teilweise unanwendbar wurde. Darin ist als kurfürstlicher Titel festgelegt:

„N. in Ober- und Niederbayern, der oberen Pfalz, in Franken, zu Kleve und Berg Herzog, Fürst zu Bamberg, Würzburg, Augsburg, Freising und Passau, Fürst und Herr zu Kempten, Landgraf zu Leuchtenberg, gefürsteter Graf zu Mindelheim, Graf in der Mark, zu Ravensberg, Ottobeuren und Helfenstein, Herr zu Ulm, Rothenburg, Nördlingen, Schweinfurt, Wettenhausen, Roggenburg, Ursberg, Elchingen, Söflingen, Irrsee, Memmingen, Ravensburg, Wangen, Kaufbeuren, Buchhorn, Leutkirch und Bopfingen etc., des heiligen römischen Reiches Erbpfalzgraf, Erztruchseß und Kurfürst.“

Auch hier findet sich bereits ein „etc.“
Gemeint ist damit wohl: Sämtliche einem Kurfürsten bzw. König von Bayern von Rechts wegen zustehende Titel, deren Feststellung im Einzelnen sowohl Juristen wie Historikern große Schwierigkeiten bereitet hätte. Letztlich kann man in dem „etc. etc.“ sowohl einen Platzhalter für sämtliche Titel sehen, die Herrscher Bayerns jemals geführt und auf die sie nicht ausdrücklich (durch völkerrechtlichen Vertrag) oder stillschweigend (durch Weglassung des Wappenbildes eines Gebietes in ihrem Wappen nach eingetretenem Verlust des Gebietes) verzichtet haben.
Bei der Audienz anlässlich der Königsproklamation am 1. Januar 1806 und auch im Regierungsblatt behielt man sich die feierliche Krönung und Salbung für einen späteren Zeitpunkt vor. Die in Paris bestellten Insignien trafen im März 1807 ein. Die Krone des Königreichs Bayern wurde nicht getragen, jedoch bei der Inthronisierung der bayerischen Könige und bei königlichen Begräbnissen auf dem Katafalk aufgestellt. Sie befindet sich heute in der Schatzkammer der Münchner Residenz.

## Post

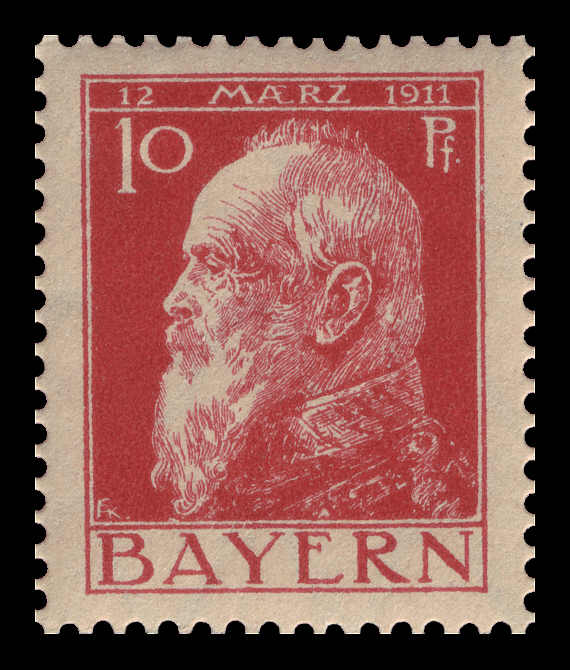
Briefmarke des Königreichs Bayern 1911 mit dem Porträt des Prinzregenten Luitpolds

Durch Verordnung vom 31. Juli 1817 wurde die Verwaltung in „Generaladministration der kgl. Posten“ umbenannt und neu geregelt, nachdem bereits zuvor die Post in Staatsbesitz gekommen war. Die Geschichte der Post in Bayern stellte in der Folge weiterhin eine eigenständige Entwicklung dar, die erst 1920 mit dem Übergang zur Reichspost endete.

## Eisenbahn
Die Königlich Bayerischen Staatseisenbahnen (K.Bay.Sts.B.) waren ab 1844 die Staatsbahn des Königreichs Bayern. Die Bayerischen Staatseisenbahnen gingen am 1. April 1920 formal auf die Deutschen Reichseisenbahnen über.

## Polizei
Per Dekret vom 11. Oktober 1812 wurde im Jahr 1813 die bayerische Gendarmerie gegründet. Diese war nach dem Vorbild Frankreichs dezentral über Bayern verteilt und militärisch organisiert. Erst im Jahr 1919 wurden alle Polizeien vom Militär losgelöst und zugleich dem Bayerischen Innenministerium unterstellt. 

## Außenpolitik
Erst mit der Verfassung von 1817 wurde das Außenministerium sachgerecht als „Staatsministerium des Königlichen Hauses und des Äußern“ bezeichnet. Seit 1849 hatte bis auf eine Ausnahme (1880–1890) der Staatsminister des Äußern immer auch den Vorsitz im Ministerrat inne. Bayern behielt nach 1871 im Kaiserreich einige Reservatrechte und das Recht weiterhin eigene Gesandtschaften zu unterhalten. Somit verblieben im Gegenzug auch die meisten ausländischen Gesandtschaften in München.

## Militär

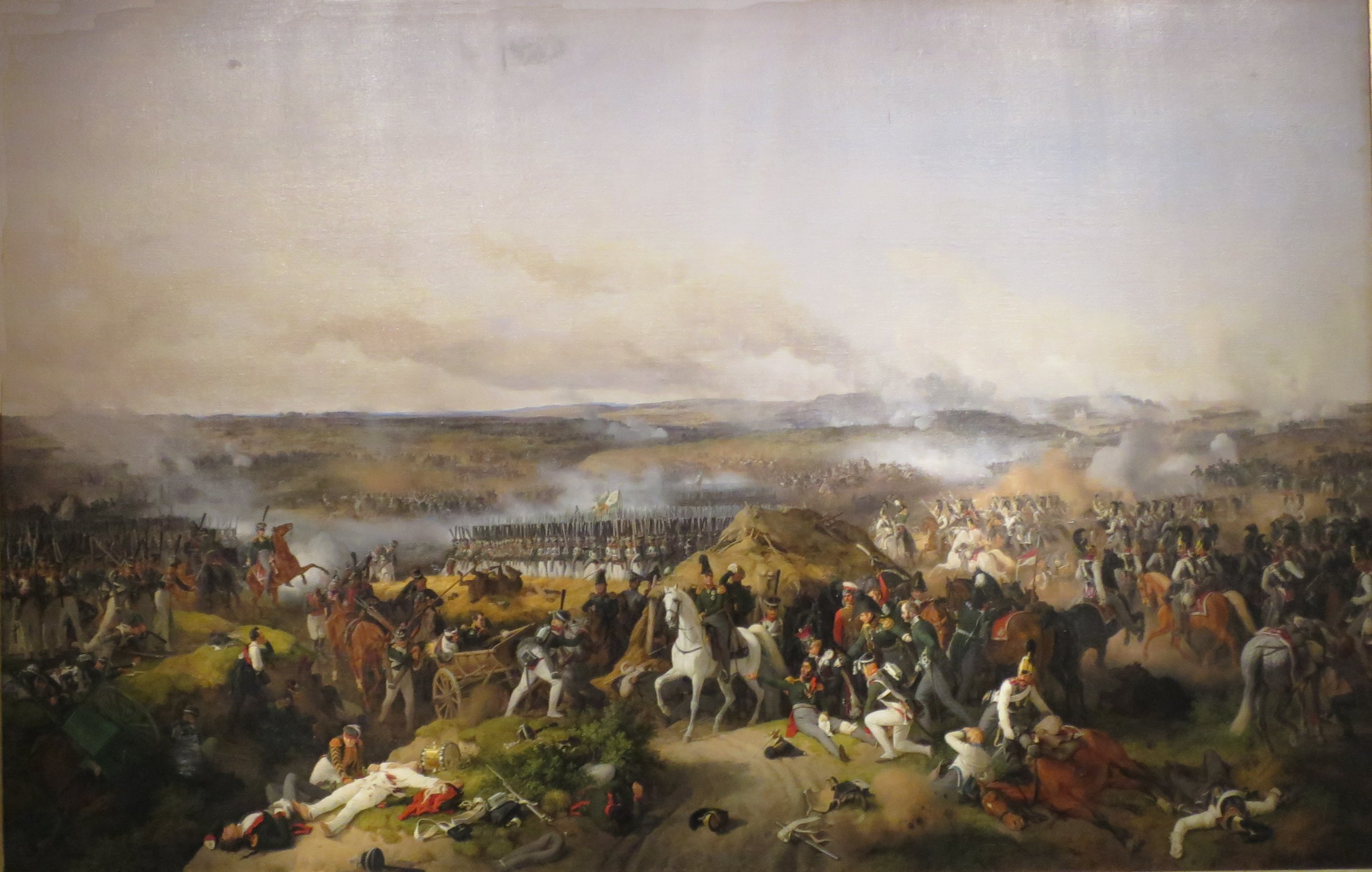
Szene aus dem Russlandfeldzug 1812 (Schlacht von Borodino, Gemälde von Peter von Hess, 1843)

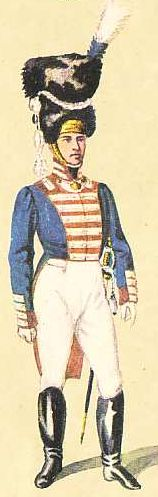
Bayerischer Oberleutnant um 1814

### Reformen
Das Jahr 1790 brachte eine grundlegende Reform des bayerischen Heeres: Alle Feldtruppen erhielten eine Uniform einheitlichen Schnittes und statt des Hutes einen Lederhelm mit Roßhaarschweif. Dieser wurde nach dem damaligen Kriegsminister und Urheber der Reform, dem Grafen Rumford, „Rumford-Kaskett“ genannt.
Kurfürst Maximilian IV. Joseph fand das bayerische Heer bei seinem Regierungsantritt 1799 in erbärmlichen Zustand vor: Kaum eines der Regimenter hatte annähernd Sollstärke, der Ausbildungsstand der Truppen war schlecht und die Rumford-Uniformen waren unbeliebt und unpraktisch. Der junge Kurfürst, der im Ancien Régime selbst Oberst des französischen Fremdenregiments Royal Deux Ponts gewesen war, machte den Aufbau einer zeitgemäßen Streitmacht zu einer seiner Hauptaufgaben. Für die Infanterie kehrte man zur traditionellen hellblauen Uniformfarbe zurück und führte 1801 für alle Waffengattungen den für das bayerische Heer bald charakteristischen Raupenhelm ein. Die bayerische Armee wurde von fähigen Generalen wie Deroy, Wrede und Triva nach französischem Vorbild reformiert und stellte bald die modernste Streitmacht Deutschlands dar. Als erstes Heer im deutschsprachigen Raum schaffte die bayerische Armee die Prügelstrafe ab. Neben dem weitgehend auf Wehrpflicht basierenden Feldheer wurde auch eine Nationalgarde mit drei Klassen aufgebaut (1. Klasse: Reservebataillone der Linienregimenter, 2. Klasse: Landwehr, 3. Klasse: Bürgermilitär).

### Napoleonische Kriege
Im Jahr 1800 musste man noch widerwillig an Österreichs Seite gegen Frankreich kämpfen, doch als 1805 Österreich zum dritten Mal innerhalb von 100 Jahren Bayern überfiel, stand ihm dort eine schlagkräftige Armee gegenüber. Sie wich nur zurück, um sich mit der heranrückenden Armee Napoleons zu verbinden und sodann zum Gegenschlag auszuholen. Dieser erfolgte schnell, methodisch und gründlich. 30.000 Bayern nahmen an der erfolgreichen Belagerung Ulms und der anschließenden Befreiung Bayerns teil. In der Schlacht von Austerlitz sicherten sie die Flanken und Nachschubwege Napoleons. 1806/07 zwangen sie mehrere preußische Festungen zur Kapitulation. Die zum Teil mit österreichischer Unterstützung ausgebrochenen Unruhen in der von Napoleon an Bayern zugeteilten Provinz Tirol entwickelten sich aber 1809 zum regelrechten Volksaufstand, der nur mit französischer Hilfe niedergeworfen werden konnte. Als Österreich Bayern 1809 abermals überfiel, war Frankreichs Armee überwiegend in Spanien gebunden, sodass Napoleons erneuter Feldzug gegen die Habsburger anfangs nur mit überwiegend bayerischem Militär geführt wurde. In der Schlacht bei Wagram war der Einsatz der bayerischen Armee schlachtentscheidend.

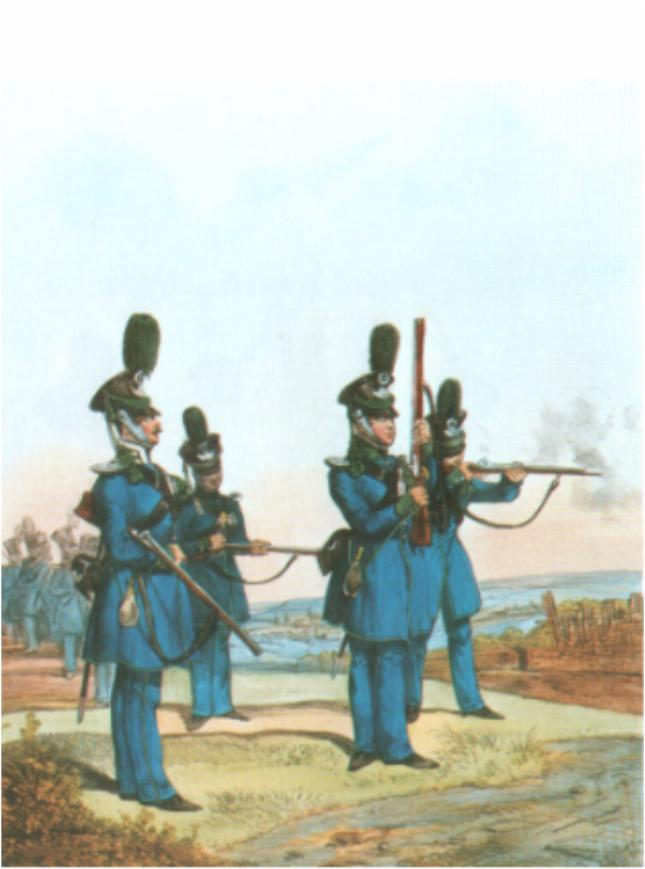
Würzburgisches Bataillon der kgl. bayerischen Landwehr um 1840 (Gemälde von Heinrich Ambros Eckert, 1858)

Im Russlandfeldzug erlitt die bayerische Armee schreckliche Verluste. Bereits die Schlacht bei Polozk Mitte August 1812 forderte einen hohen Blutzoll; in Richtung Moskau stieß im Wesentlichen nur noch bayerische Kavallerie vor. Von den rund 33.000 Mann, die (einschließlich nachgeschickter Verstärkungen) 1812 ausmarschiert waren, kehrten nur etwa 4000 zurück. Vom Kronprinzen und Wrede gedrängt, wandte sich König Max I. Joseph schweren Herzens von Frankreich ab und wechselte kurz vor der Völkerschlacht bei Leipzig ins Lager der Alliierten. Der Versuch Wredes, den Durchmarsch der Grande Armée 1813 in der Schlacht bei Hanau zu stoppen, endete für das von ihm kommandierte bayerisch-österreichische Korps mit einer glimpflichen Niederlage. Im für die Alliierten anfänglich glücklosen Frankreichfeldzug von 1814 machte er diese Schlappe wieder wett und konnte in den Schlachten bei Arcis-sur-Aube und Bar-sur-Aube wertvolle Siege über den ehemaligen Verbündeten erringen.

### Friedenszeit bis 1866

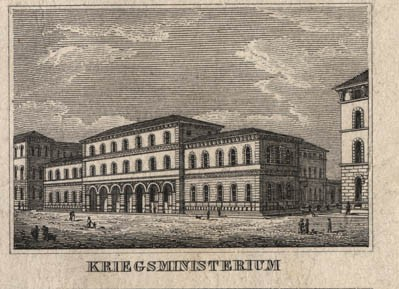
Bayerisches Kriegsministerium in München im Jahr 1832

König Ludwig I. (1825–1848) musste anders als sein Vater keine Kriege führen und schreckte auch nicht davor zurück mit „Defensionsgeldern“ (dem Verteidigungsetat) Bauwerke wie das Odeon zu finanzieren. Ab 1833 leistete Bayern verstärkt Militärhilfe für Griechenland, das nun von Ludwigs zweitem Sohn Otto regiert wurde. Unter Ludwigs Nachfolger Max II. Joseph (1848–1864) bestand um das Jahr 1854 das bayerische Heer aus 77.200 Mann in zwei Armeekorps, jedes aus zwei Divisionen Infanterie und einer Division Kavallerie; dazu die Artillerie mit 192 Geschützen und das Geniekorps.

### Kriege von 1866 und 1870
Nach dem Beschluss der Bundesexekution gegen Preußen durch den deutschen Bundestag in Frankfurt begann der Deutsche Krieg. Die am 10. Mai 1866 angeordnete Mobilmachung der bayerischen Armee wurde erst am 22. Juni abgeschlossen, zu diesem Zeitpunkt befand sich die preußische Armee bereits fast in Böhmen. Dieser Krieg verlief für die bayerische Armee sehr unglücklich. Der bayerische Oberbefehlshaber Prinz Karl, dem auch die süddeutschen Bundestruppen unterstanden, erfuhr, als er dem Königreich Hannover zur Hilfe eilte, in Meiningen von der Kapitulation der Hannoveraner nach der Schlacht bei Langensalza. Da die Preußen rasch vordrangen, war eine Vereinigung mit einem weiter westlich liegenden Bundeskorps unter Prinz Alexander von Hessen nicht möglich, worauf sich die bayerischen Truppen nach Kissingen zurückzogen. Nach heftigen Kämpfen wich die bayerische Armee nach Schweinfurt und Würzburg zurück. Dort konnten lediglich die Festung Marienberg und ein Stadtviertel gehalten werden. Am 1. August 1866 besetzte ein preußisches Reservekorps Nürnberg.
Als es 1869 im Rahmen der spanischen Thronkandidatur von Leopold von Hohenzollern zur Zuspitzung des Verhältnisses zwischen Frankreich und Preußen kam, ließ der bayerische Kriegsminister Siegmund von Pranckh am 14. Juli 1870 die beiden bayerischen Armeekorps mobilisieren. Das 1. Armeekorps unter Ludwig von der Tann und das 2. Armeekorps unter Jakob von Hartmann zogen im Rahmen der III. Armee unter Friedrich Wilhelm von Preußen in den Deutsch-Französischen Krieg (1870/71). Die bayerischen Truppen unter von Hartmann erstürmten Weißenburg, nahmen an der Schlacht bei Wörth, der Schlacht bei Beaumont, der Schlacht bei Sedan und der Belagerung von Paris erfolgreich teil. Über 5000 bayerische Soldaten starben während des Krieges.

### Deutsches Reich 1871 bis 1918
Die Armee des Königreiches Bayern existierte bis ins Jahr 1918. Es bestand das Recht des bayerischen Königs auf den Oberbefehl über die bayerische Armee in Friedenszeiten (auf Grundlage der Militärkonvention vom November 1870). Im Rahmen des Ersten Weltkrieges kämpften die bayerischen Truppen unter dem Oberbefehl des Deutschen Reiches. Der Freistaat Bayern verzichtete in der Bamberger Verfassung vom 14. August 1919 auf die Wehrhoheit.